# Juan Román Riquelme
Juan Román Riquelme (San Fernando, Buenos Aires, 24 de junio de 1978) es un exfutbolista y dirigente deportivo argentino, actual presidente del Club Atlético Boca Juniors. Un emblema del «número 10 clásico», se destacó como uno de los mejores jugadores argentinos de todos los tiempos y más aclamados mediocampistas de su generación, y uno de los últimos referentes de su posición. Además, es ampliamente considerado como el mejor jugador de la historia de Boca Juniors y una de sus más importantes figuras, debido a su desempeño por 13 temporadas (1996-2014) en el club, en las que consiguió ganar tres Copas Libertadores de América y una Copa Intercontinental, entre otros títulos.
Se formó en las divisiones juveniles de Argentinos Juniors, para más tarde debutar en Boca Juniors en 1996. En el conjunto de la rivera, pasó seis temporadas donde transitó la era más gloriosa del club, ganando tres títulos locales (Apertura 1998, Apertura 2000, Clausura 1999) y tres internacionales (Copas Libertadores 2000, 2001 y Copa Intercontinental 2000). Fue una importante figura entre todos esos campeonatos, potenciado principalmente por su entrenador y mentor Carlos Bianchi. En 2002, fue traspasado al Barcelona, donde tan solo permaneció una temporada por sus problemas con el entrenador del equipo en esa época, Louis van Gaal. Se marchó cedido al Villarreal, club de España donde consiguió sus mayores éxitos en Europa, liderando al equipo a un histórico tercer puesto en la liga y a las semifinales de la Champions League por primera vez en la historia del club. En 2007, retornó a Boca y ganó su tercera Copa Libertadores de manera extraordinaria, siendo el goleador del equipo y el mejor jugador del torneo. En su tercer ciclo en el club, consiguió la Recopa Sudamericana 2008 y fue importante en la obtención de los torneos Apertura 2008 y Apertura 2011. Acabó yéndose en 2014, siendo el 6.º jugador con más partidos del club (388), el 7.º con más títulos (11) y su 11.º máximo goleador histórico, con 92 goles. Además es el jugador con más presencias en La Bombonera, con 206. Se retiró en Argentinos Juniors, donde alcanzó el ascenso a la Primera División.
A nivel internacional, fue parte del seleccionado juvenil sub-20 de Argentina, con el cual ganó el Sudamericano Sub-20 de 1997 y el Mundial Juvenil de 1997 disputado en Malasia. En 1997 debutó en la selección mayor, donde tan solo disputó el Mundial de Alemania 2006, quedando afuera en cuartos de final. Alcanzó la final de la Copa Confederaciones 2005 y la Copa América 2007, perdiendo ambas contra Brasil. En 2008, fue parte del equipo que ganó la medalla de oro en los Juegos Olímpicos de Pekín. En 2009 decidió retirarse de la selección, perdiendo la posibilidad de disputar el Mundial de Sudáfrica 2010.
Fue distinguido como el futbolista del año en Argentina en cuatro oportunidades (2000, 2001, 2008 y 2011) y como el futbolista del año en Sudamérica en 2001. Además, obtuvo el Premio Don Balón al mejor jugador extranjero de la Liga Española en la temporada 2004-05, y entre 2005 y 2007 fue incluido en la lista de nominados para las ternas de los premios Jugador Mundial de la FIFA y el Balón de Oro. Riquelme fue parte del Equipo Ideal de América en seis oportunidades (1999, 2000, 2001, 2007, 2008 y 2011).

## Biografía
Nació el 24 de junio de 1978 en un hospital de San Fernando, provincia de Buenos Aires. Su nacimiento ocurrió un día antes de que la selección argentina obtuviera la Copa del Mundo, primera conquista argentina, y en condición de anfitrión del torneo.
Hijo de Ernesto ''Cacho'' y María Ana, es el mayor de once hermanos, de los cuales él y su hermano Cristian dedicaron su vida al fútbol. Se crio en el seno de una familia humilde y trabajadora, que vivía en la villa San Jorge de la localidad de Don Torcuato. Realizó sus estudios hasta séptimo grado en la escuela Independencia n.º 24 de Don Torcuato, para desde entonces dedicarse de lleno al fútbol.
A los seis años, durante un entretiempo de un partido donde jugaba el equipo de su padre, lo localizó un ojeador de un equipo de Bella Vista. Jorge Rodríguez se acercó a la casa de los Riquelme y le ofreció jugar en su equipo, aunque al principio le mintió que era un ojeador de Ferro, que en aquel momento era uno de los mejores equipos de la Argentina, con el intento de persuadirlo para que fuera a jugar ante las constantes negativas de un tímido Román.
Riquelme pasó para Defensores de Bella Vista, y se destacó jugando para diferentes asociaciones y clubes barriales de baby fútbol, como La Carpita y Parque. En ese momento, uno de los equipos filiales de Argentinos Juniors tenía un convenio con Lucas Villasenin, representante de jugadores, y puso a prueba a Román, quien fue elegido para quedarse en las inferiores del club.

## Trayectoria deportiva

### Inferiores en Argentinos Juniors (1991-1996)

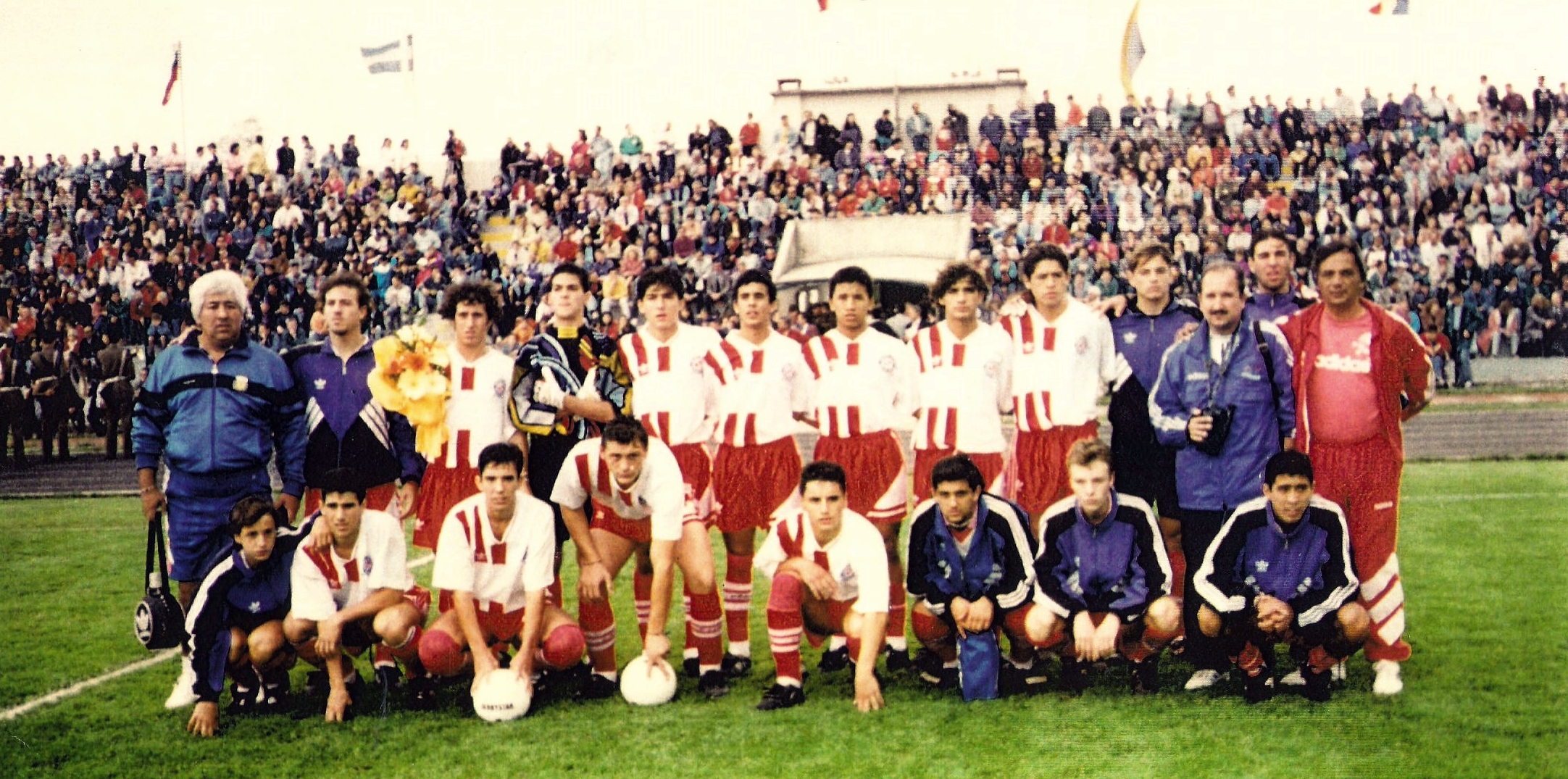
Riquelme en su paso por las categorías inferiores de Argentinos Juniors (último jugador a la derecha en la fila de arriba).

Arribó a Argentinos Juniors a comienzos de 1991. Varios jugadores que luego pasarían al fútbol profesional se convirtieron en sus compañeros, como Cristian "Lobo" Ledesma o los hermanos Esteban y Nicolás Cambiasso. Sin embargo, en sus primeros años, no la pasaría nada bien, al ser relegado al banco de suplentes porque aún no había desarrollado su físico. En 1993, su padre llegó a dudar de su estadía en Argentinos, y quiso cambiarlo de club, hasta que Carlos Balcaza, técnico de la categoría 1980 y que había formado ya a anteriores leyendas que pasaron por las juveniles del club como Diego Maradona, Fernando Redondo y Claudio Borghi, lo cambió de posición de enganche a mediocentro defensivo, despegando su carrera.
Comenzó a sacar diferencias respecto de sus compañeros y en simultáneo pegó el estirón físico: se estilizó. Aquella categoría 1978 de Argentinos, que era liderada por el delantero Emanuel "Suchard" Ruíz, se convirtió en uno de los mejores equipos juveniles del mundo. Participó de varias giras internacionales al cual el club era invitado, una en Brasil, y dos para la sub-17 en Gradisca, Italia. La primera vez, perdieron el tercer puesto ante el Barcelona, que era capitaneado por Carles Puyol. Ya la segunda, en 1995, le ganaron la final a la Roma con Riquelme siendo figura, y al año siguiente fueron bicampeones al derrotar al Borussia Dortmund. Junto a sus éxitos con Argentinos llegaron sus primeras convocatorias a las Selecciones Juveniles del equipo nacional.
En 1996, su rápido ascenso lo llevó a jugar nueve partidos para las reservas del primer equipo, aunque su venta ya era inminente. Unos empresarios compraron su ficha, y pudo haber ocurrido un traspaso para River Plate, pero en ese entonces su madre le negó rotundamente la entrada a su casa si él aceptaba, debido al fanatismo que tenía su familia por Boca Juniors. A la semana, Boca se interesó por él por culpa de Carlos Bilardo, entrenador del club en ese momento, y quien mandaba a su hermano a mirar los partidos de aquella Reserva en donde Román jugaba. Finalmente, en julio de 1996, fue adquirido por el club xeneize, en una operación de 800 mil dólares donde cinco jugadores de aquellas reservas de Argentinos Juniors, entre los que se incluían Suchard Ruíz y César La Paglia, llegaron al club.

### Primera etapa en Boca Juniors (1996-2002)

#### Primeros años y consolidación en el primer equipo (1996-1998)
Su llegada al club fue toda una prueba de fuego que terminó sobreponiendo sin sobresaltos, ganándose la consideración de Bilardo, quien preparó su debut en el Torneo Apertura 1996. En efecto, el debut oficial de Juan Román Riquelme se dio el 10 de noviembre de 1996, cuando fue puesto como titular frente a Unión en La Bombonera. El partido terminó cerrando con un marcador a favor de Boca, con goles de Fernando Cáceres y Hugo Guerra. Desde un momento cautivó a la parcialidad de Boca, a tal punto que desde ese mismo día su apellido fue coreado por todo el estadio, en lo que fue el primer paso hacia una idolatría y una relación de mucho cariño entre la hinchada y el jugador. Su actuación en ese partido fue motivo para que el entrenador le confiara la titularidad hasta el cierre del torneo. Trece días después de su debut logró marcar su primer tanto en el fútbol de Primera División, tras un pase del delantero camerunés Alphonse Tchami, convirtiendo el sexto tanto de una goleada propinada a Huracán. De esta forma, Riquelme inauguraba su cosecha personal en los tanteadores de cada partido. Tras haber debutado, inició en Boca Juniors una larga travesía por lograr quebrar una racha sin campeonatos desde la obtención del Torneo Apertura 1992. Tras cerrar el año, Bilardo renunció a la dirección técnica del club por los pobres resultados obtenidos en el campeonato, siendo sucedido interinamente por Francisco Sá y Roberto Mouzo. Román volvería a convertir el 18 de diciembre ante Rosario Central, y sería titular en el partido jugado en vísperas de Navidad el 22 de diciembre ante Gimnasia y Esgrima de Jujuy, perdiendo 1 a 0.
Iniciando 1997 asumió Héctor "Bambino" Veira como director técnico, y por el Clausura 1997 disputaría su primer superclásico en El Monumental en un empate 3 a 3, con la particularidad de un Román jugando escorado a banda. Si bien Boca alcanzó a demostrar cierta mejoría en su nivel futbolístico, sus participaciones mermaron producto de la poca confianza que le brindaba el entrenador de turno. Al finalizar la temporada 1996-97, totalizó 22 partidos y convirtió 4 goles.
En el inicio de la temporada 97-98, por el Apertura se produce la segunda vuelta de Diego Armando Maradona a Boca, que relega aún más a Román del equipo. En febrero de 1998, el Parma de la Serie A negoció con Boca para su transferencia, en una negociación que rondaba los 14 millones de dólares, en la que iba a ser la venta más cara de un jugador argentino al fútbol europeo en ese entonces. Si bien Boca aceptó la oferta inicialmente, el pase se cayó ya que tanto Riquelme como su padre se negaron rotundamente a salir del país. En cambio, Riquelme quería negociar por una mejora en su contrato. Mauricio Macri, presidente de Boca en ese entonces, rechazó su negociación, argumentado que su sueldo ya era grande. Este hecho produjo que Riquelme declarara públicamente a Macri de "mentiroso" en los medios, y poco tiempo después, el presidente de Boca filtró su contrato al Diario Olé para demostrar que estaba en lo cierto. El vicepresidente segundo de Boca en aquel entonces, Luis Conde, declararía al respecto: "Riquelme no debe exigir un salario mayor porque no ganó nada con el club ni es Pelé". Este hecho sería marcado más tarde como el primer confrontamiento mediático entre el jugador y el presidente.

#### La llegada de Bianchi y la era dorada (1998-2001)
En el Clausura 1998 Boca acabó sexto y significaría el fin del ciclo de Veira, que fue reemplazado primeramente por Carlos María García Cambón (quien cerró el campeonato con tres victorias consecutivas) y más tarde por la llegada de Carlos Bianchi, que llegó al club intentando renovar al equipo de cara a la obtención del campeonato que ya hacía seis años se le negaba a Boca. Riquelme había regresado de ser la figura y campeón del Torneo Esperanzas de Toulon en Francia con la Selección Argentina sub-21, y en su primera reunión con Bianchi, el entrenador le aseguró que contaría con él como titular indiscutible del equipo para el próximo torneo. Disputó las 19 jornadas del Apertura 1998 y se convirtió en una de las máximas figuras del fútbol argentino, conformado un gran tridente en ataque junto a Martín Palermo y a Guillermo Barros Schelotto que salió campeón de manera invicta.
Al año siguiente Boca volvió a mostrar un equipo sólido a pesar de algunos cambios en la alineación, ya sea por lesiones o por ventas de jugadores Mantuvo su lugar y posición dentro del equipo, y se lo notó en una faceta más goleadora al obtener el Torneo Clausura 1999, anotando 7 goles en 18 partidos. Este bicampeonato logrado con Boca, no solo enriqueció su palmarés personal, sino que lo depositó directamente en su primer gran desafío internacional, la Copa Libertadores 2000, instancia a la que Boca retornaba después de seis años. Román finalizó la temporada 98-99 con 47 partidos disputados, 10 goles, 13 asistencias y 2 títulos, y fue incluido por primera vez en el Equipo Ideal de América.
El año 2000 fue consagratorio; mientras el equipo acabó 7.º por el Clausura, los titulares disputaron la Copa Libertadores, entre ellos Román. Tras perderse los primeros tres partidos por lesión, su debut se produjo ante el Blooming en La Bombonera, con victoria 6 a 1. Boca avanzó a octavos de final donde se enfrentó a El Nacional de Ecuador, donde Riquelme convirtió su primer gol en toda la Copa a tan solo dos minutos de inicio del partido. El equipo logró pasar a cuartos, y debió enfrentarse contra River Plate, en una final adelantada en todo sentido. Los medios confrontaron a Riquelme con Pablo Aimar, la principal estrella y el enganche de River, con quien Román había compartido equipo en la Selección juvenil con la que salieron campeones del mundo, y con quien tenía una profunda amistad. En esta serie se produjo uno de los momentos cumbres en la carrera de Riquelme. Por el partido de ida en El Monumental, Boca cayó derrotado por 2 a 1, pero Román consiguió anotar un gol de tiro libre para acortar distancias. En la vuelta en La Bombonera, Boca salió en tromba para remontar la serie, en lo que consistió en uno de los mejores partidos de la carrera de Riquelme. Primero, le dio una asistencia a Marcelo Delgado a los 59 minutos para abrir el partido, luego anotó un gol de penal para aventajar a Boca en el resultado y, en el medio, le realizó un caño de espaldas a Mario Yepes, una jugada que más tarde se inmortalizaría en la historia de Boca y del fútbol argentino, bautizado después en los medios como "el caño del siglo".
Tras sufrir con el América de México en semifinales, donde Boca logró pasar tras un saque de córner de Riquelme y un cabezazo de Walter Samuel en los últimos minutos, el equipo llegó a la final. El 21 de junio, en el Estadio Morumbí de São Paulo y luego de una igualdad en el resultado global de 2 a 2, Boca se impuso en definición por penaltis al vigente campeón Palmeiras y obtuvo la Copa Libertadores luego de veintidós años. Con el primer objetivo cumplido, para el siguiente semestre la meta era ganar el Apertura y coronar el año con la Intercontinental, ante ni más ni menos que el Real Madrid, que venía de ganar la Champions League al Valencia por 3 a 0 y de incorporar al Balón de Oro Luis Figo.
| "Riquelme sabe siempre qué debe hacer, cuándo parar y cuándo driblear; como Zidane, es muy inteligente, pero con la ventaja de contar sólo con 22 años de edad"—Pep Guardiola sobre Riquelme dos días después de la Intercontinental. |

Boca disputó el 28 de noviembre de 2000 en Japón la Copa Intercontinental, donde llegaría otro de los momentos más trascendentales de la carrera de Riquelme; se destacó durante todo el partido y colaboró con el triunfo de Boca por 2 a 1, con una asistencia a Palermo de más de cincuenta metros. En los últimos minutos, aguantó la pelota ante Claude Makélélé y Geremi Njitap y se ganó la ovación de todo el estadio. Contra todo pronóstico, Boca se consagró campeón del mundo, y Riquelme ganó atención notoria en los medios europeos por su actuación. Un mes después, se consagraría campeón del Torneo Apertura en la última fecha, y conseguiría una histórica triple corona. Román volvería a entrar en el Equipo Ideal de América y ganaría el Olimpia de Plata al Futbolista Argentino del Año.
Para el año siguiente, Boca volvería a competir por la Copa Libertadores durante el primer semestre de la temporada, dejando de lado el Torneo Clausura, que acabaría ganando San Lorenzo. El equipo sufrió varias bajas importantes, como las de Martín Palermo, Walter Samuel y Rodolfo Arruabarrena. Aun así, la autoridad de Riquelme sobre el campo se volvía cada vez más determinante e imponente, que Boca, a pesar de tener un equipo más limitado, logró regresar a la final. Antes, eliminó a Junior con gol de Riquelme en Barranquilla y a Vasco da Gama con una goleada orquestrada por el enganche. En semifinales, el equipo volvió a cruzarse con Palmeiras, liderado por Alex, con quien Román ya había tenido un enfrentamiento en los medios periodísticos como las dos grandes figuras de su posición en el continente. En la ida, Boca empató 2 a 2 con la particularidad de un Riquelme jugando de falso 9, y asistió para el gol del empate de Antonio Barijho con una gran jugada individual donde escapó de tres defensores brasileros. En la vuelta en Parque Antártica, Riquelme dio una de sus mejores actuaciones individuales, considerada por diversos medios y periodistas como el mejor partido de su carrera. Convirtió un gol donde condujo desde el mitad del campo, evadiendo a dos defensores brasileños para colocar la pelota esquinada, y esquivó las constantes faltas agresivas de los jugadores del Palmeiras Galeano y Magrao, que lo defendían a golpes de puño. En un duro partido, Boca le ganó por penales al Palmeiras y pasó a la final ante el Cruz Azul mexicano. La serie global resultó en empate y Boca volvió a consagrarse bicampeón de la Libertadores en la tanda de penales, donde Román anotó el suyo. El 10 de noviembre de 2001, Riquelme asistió al partido despedida de Diego Maradona en La Bombonera, que lució una camiseta suya. A fin de año, fue distinguido como el Futbolista del año en Argentina, el Futbolista del año en Sudamérica y en el Equipo Ideal de América.

#### Última temporada en Boca: Problemas con la dirigencia y salida del club (2001-02)
A mediados del año 2001, la crisis económica de Argentina hizo que varios clubes acumularan deudas y problemas para pagar a sus jugadores. Esto se trasladó a Boca, donde los jugadores empezaron a protestar ante la dirigencia su falta de pago de los premios que habían acordado por ganar la Intercontinental. La dirigencia ofrecía muy pocas respuestas, y en el medio Riquelme pedía una renovación de contrato, ya que todavía cobraba como un juvenil, a pesar de tener 23 años. El 30 de marzo, Macri reveló públicamente que Riquelme "estaba vendido al Barcelona" por 26 millones de dólares, cifra récord para el fútbol argentino, como una solución para pagar todas las deudas. Horas después, Riquelme declaró que no se había enterado de la negociación. Como la situación estaba sometida a la presión al jugador para que acordara la transferencia y así saciar las deudas económicas del club, el 8 de abril en un superclásico en La Bombonera, Riquelme, tras convertir un gol de penal, se manifestó a través de un festejo llevándose las manos al oído frente al palco donde se ubicaba el presidente por quince segundos. Este festejo luego sería bautizado como el "Topo Gigio", haciendo alusión al viejo programa infantil por la declaración que hizo el jugador luego que le preguntaran el porqué de su gesto, y se convertiría en uno de los festejos más icónicos en el fútbol argentino.

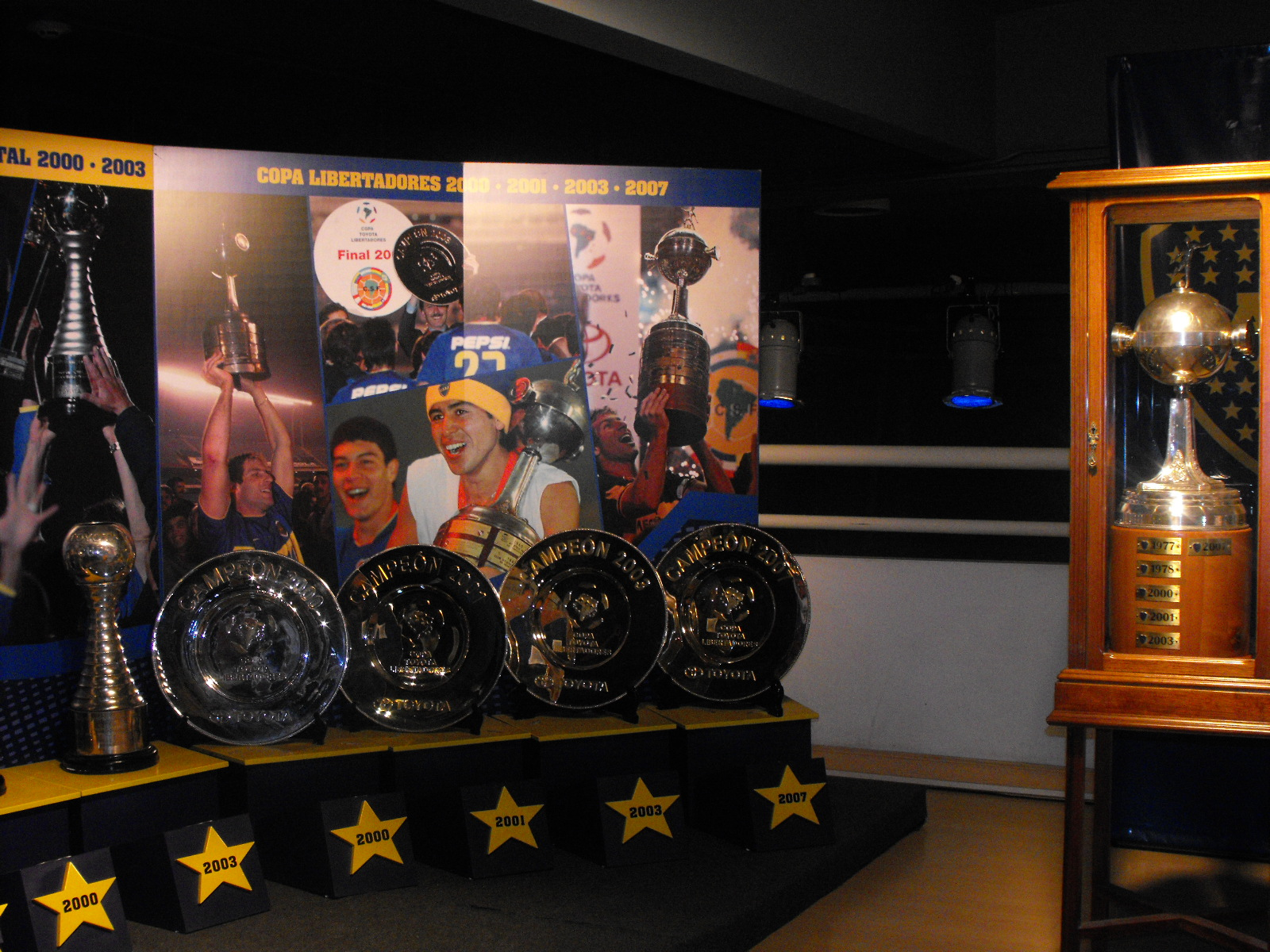
Trofeos exhibidos en el museo de Boca, donde se ve a Riquelme con la Copa Libertadores ganada en 2001.

"Grité el gol por nada en especial, solo que a mi hija le gusta el Topo Gigio y nada más."
El 27 de noviembre de 2001, Boca volvió a disputar la Copa Intercontinental ante el Bayern Múnich de Oliver Kahn. A pesar de que Boca tuvo oportunidades para ponerse en ventaja, la expulsión de Marcelo Delgado por simulación, las constantes faltas agresivas a Riquelme y el polémico gol convertido por Samuel Kuffour para los alemanes mermaron de toda oportunidad a que Boca haga revalidar el título. Esto terminó de provocar la salida de Bianchi del club, peleado con la dirigencia, y los medios reportaron que la tensión en el vestuario entre los jugadores era cada vez más grande. En reemplazo de Bianchi, llegó una vieja gloria de Boca, el "Maestro" Tabárez. Por el torneo local, Boca acaba 3.º, y en la Copa Libertadores 2002 es eliminado en cuartos de final por Olimpia. En el receso, tanto el Barcelona como el Atlético de Madrid quisieron a Riquelme, pero este último no logró concretarse porque la dirigencia de Boca no lo permitió. En cambio Boca si aceptó la oferta de Barcelona y finalmente Riquelme cerró su ciclo en Boca tras cinco años.

### Etapa en España: F. C. Barcelona (2002-2003)
Tras ciertos roces con la directiva de Boca, fue traspasado al Fútbol Club Barcelona por una cifra que rondó los trece millones de dólares y por cinco temporadas. Riquelme fue presentado el 15 de julio de 2002, con un recibimiento de 500 aficionados unos días anteriores en su llegada al aeropuerto de Barcelona. Tras el chequeo médico, las fotos en el estadio y la conferencia de prensa, Román tuvo su primer encuentro con el entrenador del equipo, Louis van Gaal. Años después, en una entrevista que concedió el mediocampista argentino al programa Animales Sueltos, Riquelme reveló su primera conversación con el entrenador neerlandés. Van Gaal lo llevó una habitación llena de vídeos del jugador en su etapa en Boca Juniors y le dijo que no iba a contar con él para el resto de la temporada, haciendo alusión que jamás pidió fichar al exBoca, sino que había pedido al extremo izquierdo Kily González, líder del Valencia C. F.
"Estos videos son todos de usted. Usted es el mejor jugador del mundo cuando tiene la pelota; cuando no la tiene, jugamos con uno menos en el campo". Diálogo de Van Gaal a Riquelme en el día de su presentación.
En su primer partido, un amistoso disputado en Ámsterdam, marcó dos goles frente al Parma. Su debut oficial se produjo unas semanas más tarde, ante el Legia de Varsovia en el 3-0 del duelo de ida de la pre Champions tras comenzar como suplente, donde marcó un golazo. Pese a ello no logró acentuarse del todo en los encuentros posteriores y despertó polémica el hecho de que Van Gaal lo hiciera jugar como extremo izquierdo, que no le asentaba tan cómodamente a Román, hasta finalmente ser relegado al banquillo. En el cierre de la primera vuelta de la temporada, los resultados del equipo eran malos a nivel local tras ser eliminado en primera ronda de la Copa del Rey por el último de la tercera división y cosechar solo 6 triunfos en la Liga sobre 19 juegos, lo que produjo la despedida de Van Gaal, sustituido por Radomir Antić, que tampoco contaba con Riquelme. En el verano de 2003, la nueva junta directiva presidida por Joan Laporta y el nuevo entrenador «culé», Frank Rijkaard revolucionó el club con el objetivo de recuperar el nivel deportivo. En un año crítico para el club en todo aspecto, Riquelme jugó treinta partidos de La Liga y marcó tres goles. Por otro lado, en la Liga de Campeones de la UEFA 2002-03 el Barça alcanzó el récord de once victorias consecutivas con Riquelme como conductor. A pesar de ello, la única derrota durante su estancia en el club fue justamente ante la Juventus de Turín en cuartos de final de la Liga de Campeones. Riquelme disputó once partidos en la competición y marcó dos goles. El inminente arribo de Ronaldinho provocó un exceso de jugadores extracomunitarios, y el cuerpo técnico y la directiva anunció ante los medios que Riquelme iba a formar parte del grupo de extracomunitarios que iba a dejar al club.

### Éxito en Europa: años en Villarreal C. F. (2003-2007)

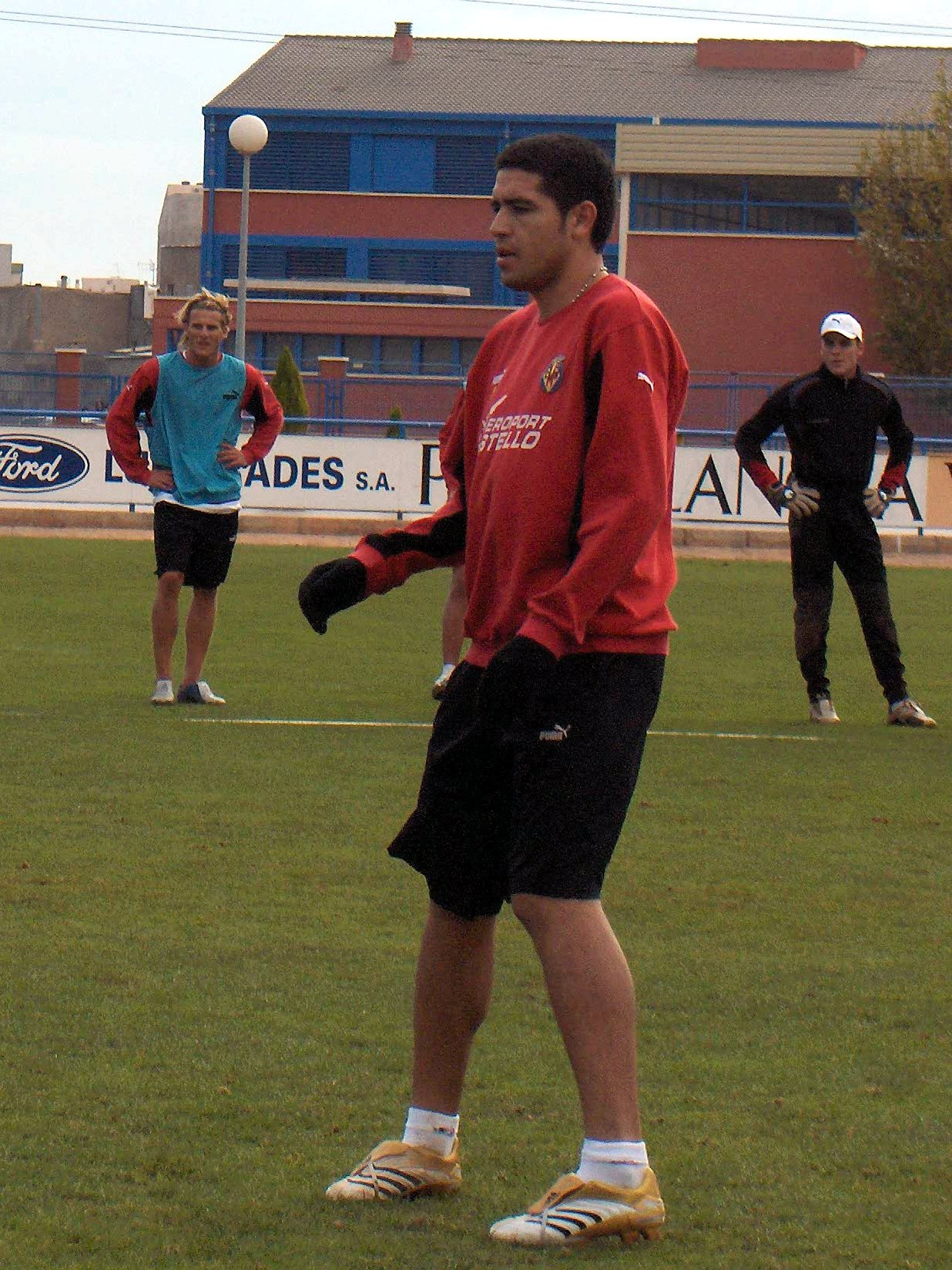
Riquelme entrenando para el Villareal junto a Diego Forlán.

Luego de confirmarse que Riquelme no iba a continuar con el conjunto azulgrana para la temporada 2003-04, Riquelme y el club empezaron a buscar posibles salidas; el argentino intentó regresar a Boca, pero el Barcelona se lo negó rotundamente, ya que Rijkaard propuso cederlo en España para que lograra adaptarse al fútbol europeo de forma definitiva.
Tanto el Mallorca F. C. como el Real Murcia mostraron interés en el enganche, pero el Villarreal, que ya había contado con Martín Palermo y Diego Cagna, acabó fichando a Riquelme en agosto de 2003. El factor clave fue que el submarino amarillo había clasificado para la Copa UEFA la temporada pasada y Román pidió exclusivamente ser traspasado a un equipo que compita en Europa.
Riquelme debutó oficialmente el 2 de septiembre de 2003 por la segunda fecha de la Liga ante el Real Madrid en un empate 1-1 en el Madrigal. En el conjunto «submarino» recuperaría su mejor nivel y se adaptaría perfectamente al pequeño club español, llevándolo a un octavo puesto en el campeonato liguero y a las semifinales de la Copa UEFA, donde serían eliminados por el Valencia. A final de temporada, Riquelme obtendría su primer y único título en su etapa en Europa al ganar la Copa Intertoto al Atlético de Madrid.

#### "Mejores" años en España: tercer puesto en liga, semifinales de Champions League (2004-06)
En la temporada 2004-05 Riquelme formó una recordada dupla de ataque junto con el uruguayo Diego Forlán, proveniente del Manchester United. Conducidos tácticamente por el chileno Manuel Pellegrini, el Villarreal logró una histórica tercera posición en la liga, solo por detrás del Barcelona y el Real Madrid. A Riquelme le fue concedido el Premio Don Balón al mejor jugador extranjero de La Liga en esa campaña además de ser el máximo asistente de la competición. Ese año, Riquelme debía retornar a Barcelona pero el conjunto castellonense decidió comprar el 75 % de su pase por cuatro temporadas y 7 millones de euros. Durante esta temporada se destaca una victoria del Villarreal sobre el Barça en el que Riquelme fue la figura del partido con dos asistencias, y retirándose ovacionado por el estadio entero sobre el final del partido, con varios medios declarando la actuación de Riquelme como una "venganza" hacia los catalanes por haberlo desperdiciado. En el último partido disputado por Zinedine Zidane jugando para el Real Madrid contra el Villarreal, el francés intercambió su última camiseta con Riquelme, un hecho que dio de qué hablar en España y en el resto del mundo. Años después, Zizou declararía: "Acá lo único cierto es que Riquelme es un jugador mágico que con su calidad arruinó mi despedida en el partido en el que igualamos a 3 con Villarreal, ese día nos volvió locos a todos. Es un honor haberme retirado con su camiseta en mis manos".
Durante la temporada 2005-06 en la localidad de Villarreal se respiraba un ambiente de confianza, con toda la ciudad expectante de la primera participación en su historia en la Liga de Campeones de la UEFA. Riquelme fue clave, su actuación en la competición fue sorprendente; llevó al equipo a las semifinales tras dejar en el camino a equipos de la talla del Manchester United, Benfica, Glasgow Rangers e Inter de Milán, entre otros, pero en esa instancia quedó eliminado a manos del Arsenal F. C.. En el partido de vuelta, Riquelme tuvo la oportunidad de lograr el empate a través de un penalti cobrado en el último minuto, que los hubiera llevado a la prórroga y con chances de llegar a la final. Sin embargo, su disparo fue contenido por Jens Lehmann, dejando fuera de la copa al Villarreal.
Para el comienzo de la próxima temporada y tras su buen Mundial, Riquelme ya no sentía las mismas fuerzas para seguir jugando para el submarino amarillo. Sus constantes discusiones con la directiva del conjunto español, y el quiebre de su relación con Pellegrini tras no acordar su regreso a los entrenamientos, provocó que tras apenas disputar 13 partidos en liga, Román fuera apartado del primer equipo y fuera reemplazado por el mediocampista chileno Matías Fernández, concluyendo finalmente en su salida del club en febrero de 2007.

### Regreso a Boca Juniors y campeón de la Copa Libertadores (2007)
El presidente de Boca Juniors, Mauricio Macri, ofreció la posibilidad de que el club actuase como mediador en los conflictos del jugador con el Villarreal. Solicitó que Riquelme fuera cedido hasta el 30 de junio de 2007 y a la vez pagar su salario por ese período. Tanto la directiva del Villarreal como Riquelme aceptaron, y el 11 de febrero fue presentado en conferencia de prensa. El 17 de febrero reapareció, luego de casi cinco años en La Bombonera. Su vuelta, influenciada por una prolongada inactividad, no fue buena; Boca igualó 1 a 1 con Rosario Central.
No obstante, su rendimiento fue creciente. Por la fase de grupos de la Copa Libertadores el equipo tuvo buen juego pero los resultados no fueron los ideales, por lo que llegó a la última fecha con la necesidad de marcar al menos cuatro goles ante el Club Bolívar en cancha de Vélez (debido a que los incidentes en la Libertadores de 2005 ante Chivas habían dispuesto la suspensión del estadio). Boca ganó 7 a 0, logrando no solo la clasificación, sino evitar viajar al exterior, ya que la diferencia de gol le permitía enfrentar a Vélez Sarsfield. En octavos de final de la Libertadores, Riquelme marcó dos goles (uno olímpico) jugando superlativamente y siendo eje del equipo. En cuartos tuvo una descollante actuación ante Libertad de Paraguay; de visitante, a pesar de están arrastrando una lesión, marcó un gol cuando mejor se estaba defendiendo el rival.
En semifinales Boca superó a Cúcuta de Colombia en un partido que se jugó con una visibilidad casi nula debido a la neblina que había aquel día. El papel de Riquelme en la final contra Grêmio fue decisivo. Previo al partido, comentó que sería su último partido en La Bombonera y el desenlace no pudo ser mejor. Nuevamente fue figura, Boca ganó 3 a 0 con un estadio repleto y fue despedido con una ovación por todo el público xeneize. El 20 de junio, en el partido final en Porto Alegre, marcó otros dos goles en la victoria 2 a 0. El resultado global fue 5 a 0, un récord en finales de Libertadores. Boca logró su sexta Copa Libertadores, siendo esta la tercera para Riquelme, goleador del equipo con ocho tantos en once encuentros. Como sucedió en 2001, fue elegido el «Mejor Jugador de la Final de la Copa Toyota Libertadores». En solo ciento veintitrés días desde su retorno recuperó su mejor nivel, y aceptaría un nuevo llamado del DT Alfio Basile para defender la camiseta de la selección argentina.
Cuando el 30 de junio de 2007 venció el préstamo, Boca Juniors no logró obtener la extensión del mismo y Riquelme, tras tomarse unas vacaciones, volvió al Villarreal. Si bien el jugador entrenaba con el resto de la plantilla, el técnico Manuel Pellegrini (con la aprobación del presidente del club) decidió no tenerlo en cuenta para la temporada. Aun sin jugar en su club, con la selección disputó cuatro partidos por eliminatorias y marcó cuatro goles, tres de ellos de tiro libre. Luego de una serie de idas y vueltas de negociaciones entre el Villarreal y Boca Juniors, el club «xeneize» decidió comprar la totalidad de su pase, para así hacerse de sus servicios definitivamente.

### Tercera etapa en Boca Juniors (2008-2012)

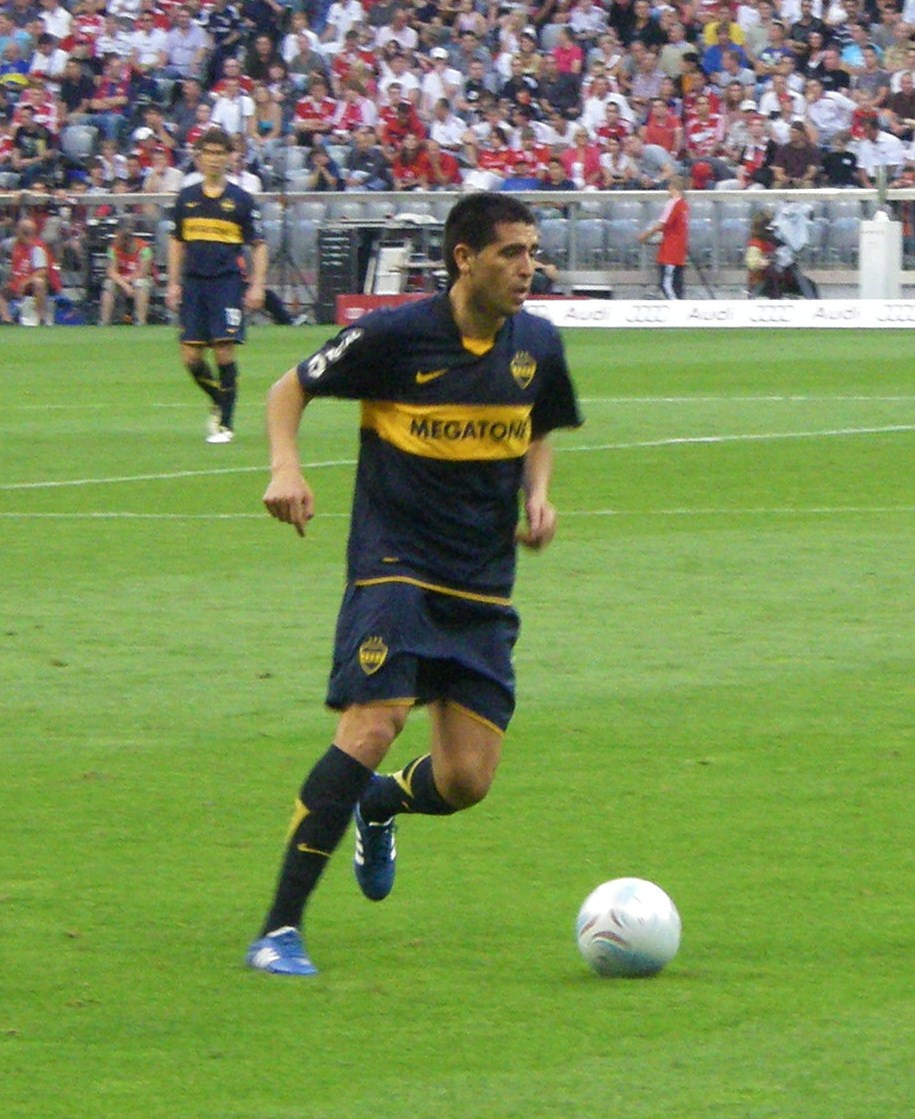
Juan Román Riquelme disputando la Copa Audi 2009.

El club de La Ribera decidió abonar al Villarreal la suma por el pase completo (mientras que el Villarreal pagó por año parte de su sueldo), en todo concepto. Firmó contrato desde finales de 2007 hasta 2010, pero no pudo jugar el Mundial de Clubes de aquel año, por disposición de la FIFA, que adujo que no había sido anotado en la lista preliminar. Boca acabaría perdiendo ante el A. C. Milan por 4 a 2 y varios medios asumieron la ausencia de Riquelme como un factor clave en la derrota del equipo argentino.
Su primer partido oficial en esta vuelta fue en un empate 1 a 1 contra Rosario Central por el Torneo Clausura 2008. Se pudo ver a un Riquelme retrasado en el campo y ordenando el avance hacia el arco rival desde el centro y con menos velocidad, aunque con la técnica intacta. También disputó la Copa Libertadores 2008, donde Boca era amplio favorito para llevarse el bicampeonato, con el trío en ataque conformado por Riquelme, Palermo y Rodrigo Palacio en su mejor momento. Sin embargo, acabarían eliminados en semifinales por el Fluminense debido a la deplorable actuación del arquero Pablo Migliore.
A su regreso, disputó el partido de vuelta de la Recopa Sudamericana en el que Boca se consagró campeón frente a Arsenal de Sarandí, marcando un gol de tiro libre sobre la hora de finalización del encuentro. En diciembre de 2008 Riquelme logró coronarse con Boca como campeón del Torneo Apertura, tras una cerrada puja en las últimas fechas tras la cual emergieron tres equipos con treinta y nueve puntos, Boca, C. A. Tigre y San Lorenzo de Almagro. La legislación vigente dispuso que se jugara un triangular final en terreno neutral a modo de desempate.
El primer partido se cerró con una victoria de San Lorenzo de Almagro por sobre Tigre por 2 a 1. El segundo cruce enfrentó a Boca contra San Lorenzo, en uno de los más recordados de los últimos tiempos por la cantidad de tarjetas (catorce amarillas y dos rojas) y la emotividad del juego. Riquelme tuvo un desempeño destacado, ejecutando el tiro de esquina que antecedió al gol de cabeza de Lucas Viatri, asistiendo a Rodrigo Palacio, y participando en la jugada del último gol de Cristian Chávez que dejó sin chances de campeonato al club de Boedo. Por haber recibido su quinta amonestación, Riquelme no pudo jugar en la última fecha del triangular, que consagró a Boca como campeón del torneo pese a la derrota por 1 a 0 ante Tigre, por contar con mejor diferencia de gol que su rival. En este torneo se demostró la importancia de Riquelme para apuntalar a un equipo que sufrió las ausencias de sus otras figuras descollantes como Martín Palermo y Rodrigo Palacio durante gran parte del campeonato. Al fin de año, recibió el Olimpia de Plata al Futbolista Argentino del Año por tercera vez en su carrera.

#### Lesiones, polémicas con Palermo y primeros enfrentamientos con Angelici (2009-2010)

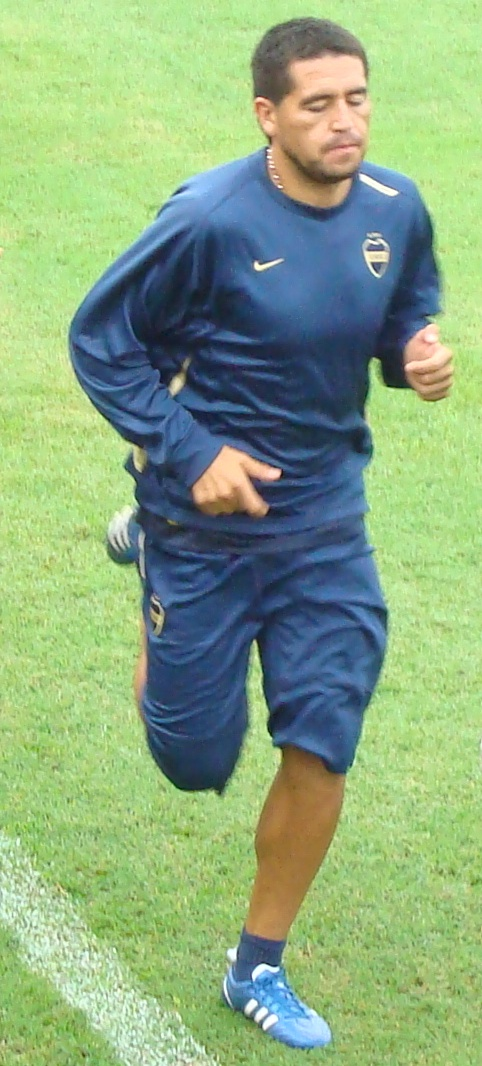
Riquelme en un entrenamiento con Boca Juniors en 2009.

En 2009 comenzó una de las peores crisis que vivió el club. En primera mitad de año fueron eliminados en octavos de final de la Copa Libertadores y quedaron lejos en la disputa del torneo, provocando la renuncia de Carlos Ischia y el retorno de Alfio Basile a la conducción técnica. Para la segunda mitad de año, Boca quedó eliminado de la Copa Sudamericana rápidamente, y en el torneo quedó lejos de los primeros puestos. Durante el Torneo Clausura se destaca la declaración de Riquelme, que venía siendo criticado constantemente por su bajo rendimiento y lesiones, a que era el "único que jugaba gratis". Este sería el primer indicio de una larga serie de enfrentamientos que Román empezaría a tener con respecto a su contrato.
A comienzos de 2010 renunció Basile tras malos resultados en el verano. A partir de ahí Boca sufriría constantes cambios de entrenadores, sumado a los continuos problemas físicos de Riquelme. El 12 de abril, por la fecha 14 del Torneo Clausura, Boca ganaría 4 a 0 a Arsenal F. C., con un gol de Riquelme y dos de Martín Palermo, quien ese día se convertiría en el máximo goleador histórico de Boca. El primer gol, tras un pase de Riquelme, sería recordado por su festejo en el cual Román saldría festejando por otro lado, sin abrazar ni felicitar al delantero de Boca que había roto el récord. Este hecho dio de que hablar en todos los medios por Argentina, que empezaron a especular sobre la mala relación entre el mediocampista y el delantero. A pesar de esto, los dos nunca aclararon el porqué de sus diferencias y hasta el día de hoy nunca se supo el motivo. El Apertura 2010 comenzó con una alta expectativa, pero el club terminó quedando fuera de la pelea por el campeonato rápidamente, llegando a perder el clásico con River. Boca finalizó en el puesto 12.º. 

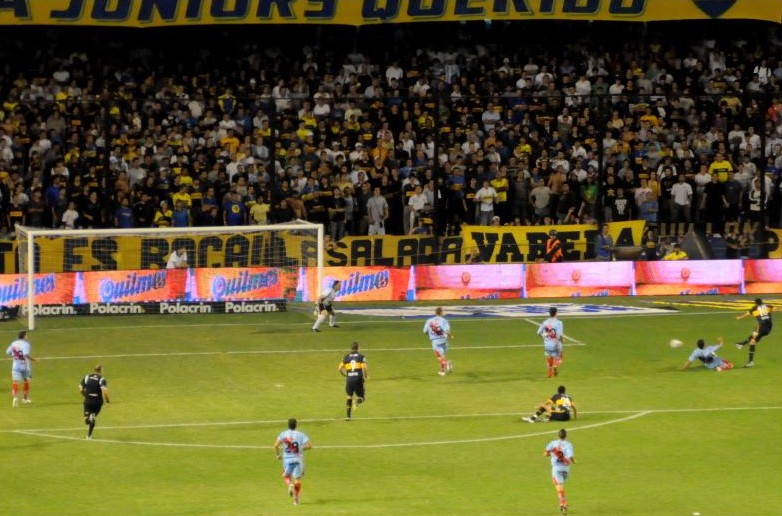
Riquelme marcando el 3 a 0 ante Arsenal. 2010.

Desde junio de 2010 Riquelme intentó renovar su contrato por cuatro años con el club y lograr, así, su retiro en la institución. Está negociación sería una de las más recordadas en el fútbol argentino. El club y el futbolista habían llegado a un acuerdo el 28 de julio de 2010 para la continuidad de Riquelme por cuatro años más. Sin embargo, días después, surgió un nuevo problema en relación con cuestiones impositivas que alargó las negociaciones. Daniel Angelici, tesorero del club por aquel entonces, se opuso a renovar el contrato de Riquelme, ya que según él no era conveniente pagar la suma cercana a los cinco millones de dólares por culpa de la inestabilidad económica del país y creía que la renovación debía ser de solo dos años. Junto a él, otros siete directivos también se opusieron. En una reunión en los pasillos de La Bombonera de la comisión directiva, ocho dirigentes se mostraron a favor de la renovación, igualando con los otros ocho que se pusieron del lado de Angelici. Jorge Amor Ameal, presidente de Boca, acabó decidiendo la votación a favor de Riquelme. Esto produjo la renuncia a la tesorería por parte de Daniel Angelici días después, y el inicio de su campaña para la presidencia del club. Finalmente, el 6 de agosto de 2010 Riquelme firmó su nuevo contrato.

#### Era Falcioni: regreso a la final de la Libertadores y renuncia (2011-2012)

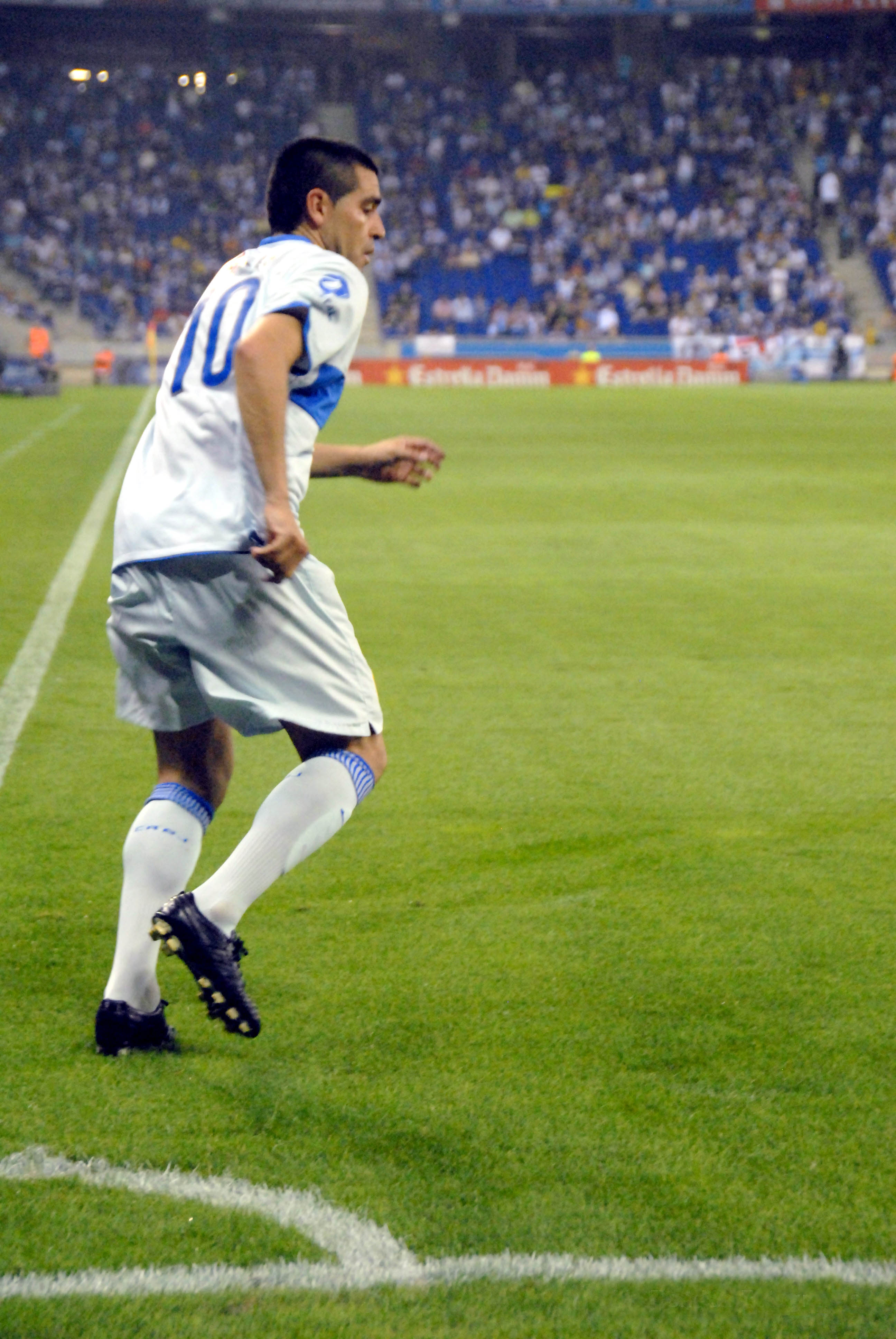
Riquelme en un amistoso ante el Espanyol en 2011.

En enero de 2011 Boca contrató a Julio César Falcioni para dejar los malos resultados atrás. Tuvo un mal inicio en el Clausura, quedando fuera de la pelea rápidamente. Sin embargo, logró recuperarse y consiguió mantenerse invicto por diez fechas y ganar el último superclásico ante River Plate antes de su descenso. Riquelme logró dar buenas actuaciones y marcó cuatro goles, de los cuales tres fueron de tiro libre. También estuvo presente en el último partido de Martín Palermo ante Banfield, que acabó empatando 1 a 1. El 2 de julio de 2011, en el Museo de la Pasión Boquense, desvelaron la estatua de Riquelme, que fue impulsada por hinchas de Boca. El «10» estuvo presente en el acto y confesó lo mucho que significó esto para él: «Esta fue la mayor alegría en mi carrera deportiva». Por el Torneo Apertura 2011, con las incorporaciones de Agustín Orión, Rolando Schiavi y Darío Cvitanich, el retorno de Facundo Roncaglia, la titularidad de Lucas Viatri y con un Riquelme recuperado, Boca se consagró campeón invicto en la fecha 17, frente a Banfield con un contundente 3 a 0. Román marcó su único gol en el torneo frente a Unión de Santa Fe en la goleada por 4 a 0. Fue titular en todos los partidos (excepto contra Independiente), hasta que una lesión contra Belgrano en la fecha 11 le impidiera seguir jugando hasta volver como suplente en el partido ante Banfield.
En diciembre de 2011, Daniel Angelici se convertiría en el nuevo presidente de Boca, tras derrotar a Ameal en las elecciones, lo que sería el inicio de una serie de confrontaciones entre el mediocampista y la comisión directiva del club, con el jugador insinuando que podía dejar el club luego de lo acontecido. Román recuperaría su mejor forma para competir por la Triple Corona nuevamente. La AFA haría regreso de la histórica Copa Argentina 2011-12, donde Riquelme sería esencial para llegar al final. En las semifinales ante Deportivo Merlo, Boca empezó ganando con un gol de tiro libre del mismo Román, pero sobre el final, Merlo empató agónicamente. En los penales, Boca ganó por 5 a 4 y Riquelme convirtió su penal a lo Panenka. Luego de la salida del enganche, Boca le ganó 2 a 1 en la final a Racing y conquistó por segunda vez la Copa Argentina.
Román tendría un buen Torneo Clausura, anotando goles ante Newell's Old Boys y Lanús para el excelente comienzo del equipo. En la fecha 16, ante Godoy Cruz, Román realizó tres asistencias, para los goles de Juan Manuel Insaurralde, Darío Cvitanich y Pablo Mouche, siendo elegido la figura del partido. Aun así, el equipo terminaría perdiendo el liderato y el torneo frente a Arsenal en las últimas fechas. Boca finalmente retornaría a la competencia internacional tras su ausencia durante dos años. Sin embargo no tuvo un gran comienzo en la Copa Libertadores 2012, ya que en el primer partido Boca igualó con el Zamora F. C. y en la fecha 2 perdió con Fluminense por 2 a 1. Ya se dudaba la clasificación de Boca a los octavos de final, pero el equipo ganó todos los encuentros que le seguían para clasificar. Ganó ante Arsenal sus dos partidos y en la revancha ante Fluminense por 2 a 0. Ante Zamora, con un gol de Juan Román, Boca ganó y clasificó a los octavos de final de la Copa como mejor segundo.
En los octavos de final ante la Unión Española de Chile Román dominó la serie, anotando en la ida y en la vuelta, además de dos notables asistencias en los goles. Con un golazo en Chile, Riquelme igualó a Martín Palermo en cantidad de goles en la Copa Libertadores, con 23. En la ida de los cuartos de final llegó otra vez Fluminense y Boca clasificó sobre el final agónicamente con gol de Santiago Silva. En semifinales Boca regresó a Chile para ganarle a la U de Sampaoli, llegando a una nueva final de Libertadores tras cuatro años de ausencia. El 22 de junio, declaró que su cuarta final de Libertadores sería su "última final", iniciando los rumores sobre su posible retirada postemporada.
El 27 de junio se disputó la primera final en La Bombonera. Boca recibía al Corinthians de Brasil, y el xeneize lograría abrir el marcador sobre los últimos minutos de juego gracias a un gol de Roncaglia. Cuando todo parecía que Boca se llevaba el primer partido, en el minuto 83 tras un balón perdido de Riquelme, Romarinho empata agónicamente el encuentro. La vuelta, disputada el 4 de julio, fue derrota para el conjunto argentino por 2 a 0 y Román perdería su primera final de Libertadores. En la rueda de prensa postpartido, Riquelme anunció que no continuaría en el club, alegando que se sentía "vacío" y que "ya no le podía dar más" al equipo. Años después, Angelici revelaría que Riquelme anunció unos días antes de la segunda final su marcha, y sumado a la venta de Roncaglia, la noticia pudo haber impactado al equipo y su rendimiento en el partido, aunque la situación jamás fue aclarada por ningún jugador.

### Cuarta y última etapa en Boca Juniors (2013-2014)
Tras el retorno de Carlos Bianchi en el verano de 2013, y su derrota ante River en un amistoso, Riquelme llamó al entrenador y al presidente anunciando que reconsideró su postura. Finalmente, el 8 de febrero de 2013, luego de dos intentos fallidos por parte del club en búsqueda de su vuelta, Juan Román Riquelme regresó al equipo Xeneize. Tres días más tarde, inició las prácticas con el plantel profesional. El 3 de marzo, el futbolista volvió a vestir la n.º 10 en el encuentro en el que su equipo cayó por 1:3 ante Unión de Santa Fe. A pesar de la ilusión generada en el verano con la vuelta de dos de los máximos ídolos del club, Boca tuvo uno de los peores desempeños de su historia en el Torneo Final, acabando anteúltimo. Román apenas disputó 5 partidos de aquel torneo, disputando la mayor parte del primer semestre la Copa Libertadores 2013, el principal objetivo del equipo. Riquelme debutó en La Copa el 7 de marzo en una derrota ante Nacional por 1:0. Boca acabó pasando la fase de grupos como segundo clasificado, y se emparejó en octavos de final ante el Corinthians, en la revancha por la final del año pasado. La ida en La Bombonera fue victoria de Boca por 1 a 0, y en la vuelta en el Pacaembú, Riquelme marcó un increíble gol desde el lateral del campo, en lo que parecía ser un centro pero que acabó metiéndose en el ángulo del arco brasilero, que le dio la clasificación a Boca a cuartos de final y la eliminación al campeón del mundo. En cuartos de final, Boca acabó eliminado por el Newell's del Tata Martino en una extensa y dramática serie de penales en la que Riquelme erró uno y alcanzó a meter otro.
Para la temporada 2013-14 Boca se renovó completamente y se produjo el retorno de Fernando Gago. Por el Torneo Inicial el equipo acabó 7.º con Román disputando 12 partidos y anotando 2 goles, uno a Belgrano y otro de un tiro libre en el área a Atlético Rafaela. Sobre el final del campeonato Riquelme se lesionó, con 90 días pasados de su recuperación para su regreso al campo, esta vez ya en el Torneo Final. El equipo tuvo un pésimo arranque pero, con Román recuperado y motivado, levantó el nivel, y anotó ante Olimpo y en el superclásico ante River Plate en La Bombonera de tiro libre. Aun así, los xeneizes perdieron el partido sobre el final, siendo la primera derrota de Riquelme ante su eterno rival como local. Luego anota ante C. D. Godoy Cruz, Tigre y Arsenal, para llegar a su último partido como jugador de Boca Juniors el 11 de mayo de 2014 en la 18.ª fecha del torneo.
Riquelme firmó un partido excelso ante C. A. Lanús, y lo coronó con una de sus jugadas más míticas, al realizar un caño sin tocar la pelota al defensor Carlos Izquierdoz. Con toda la afición boquense emotiva, Riquelme se retiró en los últimos minutos del partido, y festejó junto a la afición la victoria revoleando su camiseta. En el invierno de 2014, la comisión directiva, con Angelici a la cabeza, decidió no renovarle el contrato y el mediocampista puso fin de forma definitiva su ciclo en Boca.

### Argentinos Juniors, ascenso a Primera y retiro (2014-2015)
El 17 de julio, se confirmó el acuerdo entre Riquelme y Argentinos Juniors, el club que le vio nacer y que se encontraba en busca del ascenso.
Su presentación fue tres días después y su debut el 9 de agosto ante Boca Unidos por la primera fecha de la B Nacional, con un golazo para darle la victoria a Argentinos por 1:0. Por Copa Argentina, la tercera disputada por Román, el equipo avanzó hasta semifinales dejando afuera a Racing en octavos, donde Román marcó un golazo de tiro libre.
El 7 de diciembre de 2014 logró regresar a Argentinos Juniors a la máxima categoría del fútbol argentino.
Jugó dieciocho partidos e hizo cinco goles y días después del ascenso de Argentinos se desvinculó del club.
Anunció su retirada del fútbol profesional el 25 de enero de 2015, con la intención de involucrarse políticamente en Boca en un futuro.

## Selección nacional

### Selección juvenil
En el verano de 1996, formó parte de un seleccionado argentino sub-18 dirigido por José Pékerman que disputó en Uruguay la "Copa Punta del Este" y se proclamó campeón desempeñándose como volante central. A comienzos de 1997, Pekerman lo convocó a la selección argentina sub-20 con motivo del Campeonato Sudamericano Sub-20 realizado en Chile. Riquelme jugó los nueve partidos del certamen y marcó 3 goles, destacándose su conquista frente a Brasil en la victoria por 2-0. Argentina se consagró campeón sudamericano después de 30 años. Luego, participó de la Copa Mundial Sub-20 realizada en Malasia. El 5 de julio de 1997, Argentina se consagró campeón tras vencer a Uruguay 2-1. Riquelme fue el capitán del equipo en la final, y finalizó el torneo con 4 goles en 7 partidos, convirtiéndose en gran figura del certamen. Luego de los éxitos conseguidos en la selección sub-20, Daniel Passarella lo citó a la selección mayor para la última fecha de las Eliminatorias del Mundial de Francia 98. El partido se disputó en el estadio de Boca Juniors, y Riquelme, con 19 años, ingresó en los últimos minutos del empate 1-1 frente a la selección colombiana. Hacia mayo de 1998, Pekerman volvió a llamarlo, esta vez para formar parte del seleccionado argentino sub-21 en el torneo Jóvenes Esperanzas de Toulon en Francia. Argentina fue campeón, Riquelme disputó los cinco partidos y fue premiado por los organizadores como el Mejor Jugador del Torneo. En 2000, José Pékerman lo convocó al seleccionado sub-23 que disputaba el Torneo Preolímpico Sudamericano 2000 en Brasil. Sin embargo, el equipo conformado con la base del campeón juvenil quedó sorpresivamente fuera de los Juegos Olímpicos de Sídney 2000. Riquelme marcó un gol (de penal) en la competición.

### Selección absoluta

#### Copa América 1999
Riquelme fue incluido en el equipo argentino de 22 hombres para la Copa América 1999 en Paraguay, vistiendo la camiseta número 22. Fue uno de los seis jugadores de Boca Juniors seleccionados en el equipo. Jugó en el partido inaugural de la fase de grupos, una victoria de 3-1 contra Ecuador el 1 de julio de 1999. Fue reemplazado en el minuto 90 por Diego Cagna. En el segundo partido, el 4 de julio de 1999, Riquelme jugó los 90 minutos en la derrota por 3-0 ante Colombia. El 7 de julio de 1999, nuevamente jugó todo el partido, último por fase de grupos, con una victoria por 2-0 sobre Uruguay. Argentina terminó en el segundo lugar de su respectivo grupo con seis puntos, enfrentando a Brasil en los cuartos de final el 11 de julio de 1999. Riquelme jugó el partido que terminó en derrota para Argentina 2-1, habiendo estado al frente 1-0 hasta el minuto 32 del partido.

#### Copa FIFA Confederaciones 2005

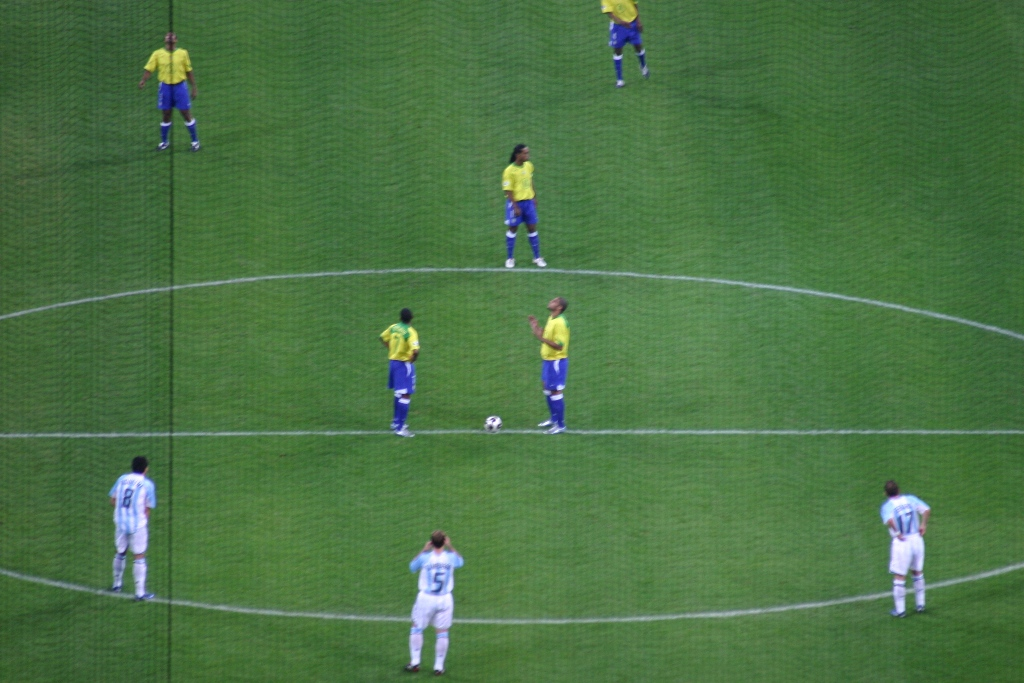
Juan Román Riquelme (#8) antes de que comenzara la final frente a Brasil.

Bajo la dirección del exentrenador del equipo juvenil nacional José Pékerman, Riquelme fue convocado para la Copa FIFA Confederaciones 2005 en junio, donde lució la camiseta número 8. Jugó en el partido inaugural de la fase de grupos contra Túnez el 15 de junio, abriendo el marcador al convertir un penal en el minuto 33, finalmente Argentina obtuvo una victoria de 2-1. El 18 de junio, Argentina se enfrentó a Australia. Ya ganando 1-0, Riquelme anotó un penal en el minuto 31 para darle a Argentina una ventaja de 2-0 y luego ganó 4-2. En el último encuentro por la fase de grupos, ante el anfitrión Alemania el 21 de junio, Riquelme anotó un gol en el minuto 33 para Argentina apenas cuatro minutos después de que Alemania tomara la delantera. El encuentro terminó en 2-2. Argentina obtuvo siete puntos, junto con Alemania y avanzó a la siguiente ronda del torneo.
El 26 de junio, Argentina se enfrentó a México en la semifinal. Después del tiempo extra, el partido quedó empatado a 1-1 y condujo a una tanda de penales. Riquelme convirtió el primer penal de Argentina, ganaron 6 a 5. El 29 de junio, Argentina se enfrentó a Brasil en la final. Jugó los 90 minutos en donde Argentina fue derrotada por 4-1 en el Commerzbank-Arena en Fráncfort. Riquelme fue galardonado como el ganador del Balón de Plata, siendo el segundo mejor jugador en el torneo.

#### Copa Mundial de Fútbol 2006
Pékerman le asigna por primera vez a Riquelme la histórica camiseta número 10 de la selección (hasta entonces usaba la N.º 8). Desde el inicio de su ciclo, Pekerman confió en él como eje del equipo nacional. En los partidos de la fase de grupos Argentina finalizó en primer lugar. En el debut, se impuso 2-1 a Costa de Marfil. El 14 de junio, la selección jugó su mejor partido y venció con un categórico 6-0 a Serbia y Montenegro. El último partido de la fase de grupos fue un 0-0 ante Países Bajos. En octavos de final, Argentina se enfrentó a México y ganó en tiempo suplementario 2-1. Frente al equipo anfitrión, Alemania, tuvo total participación en la conquista del gol argentino: ejecutó un centro preciso para que Roberto Ayala abriese el marcador, incluso el defensor argentino festejo el gol señalando a Riquelme y gritándole "es tuyo, es tuyo". En el segundo tiempo, Pekerman decidió reemplazarlo y una vez fuera, a los pocos minutos empató Alemania. Luego de la paridad en el tiempo suplementario, el equipo local se impuso por penales 4-2 y dejó fuera de la competencia a los argentinos.
Riquelme cerró su participación en el Mundial con 5 asistencias servidas, una a Saviola y otra tras un córner que derivo en el gol de Ayala y ningún gol convertido.
En septiembre de 2006 fue convocado por el nuevo entrenador de la selección nacional Alfio Basile, quien lo nombró capitán del equipo. Con pocos entrenamientos, el equipo enfrentó a Brasil y fue goleado 0-3. Nuevamente, Riquelme recibió gran parte de las críticas y responsabilidades por la derrota. En Buenos Aires, esto afectó la salud de su madre -internada en dos oportunidades-, motivo por el cual, tras hablar con Basile, dio a conocer públicamente su renuncia a la selección argentina en un reportaje por TV.

#### Copa América 2007

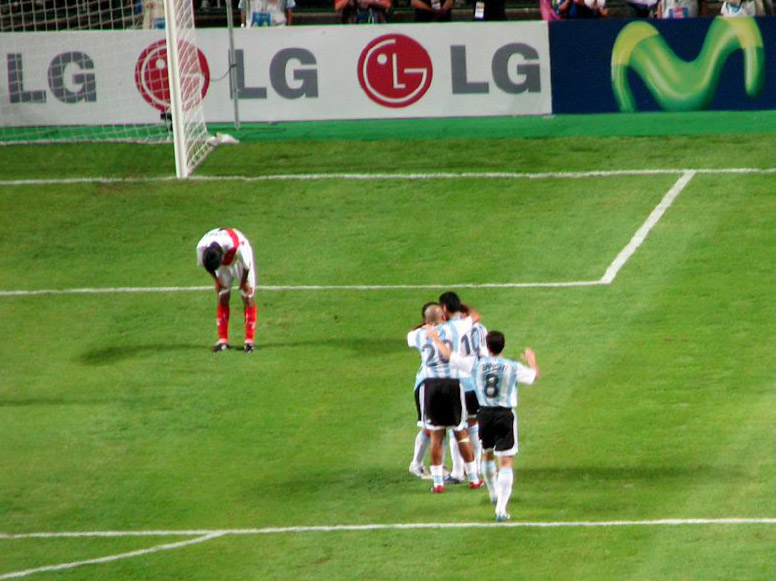
Riquelme junto a sus compañeros celebrando un gol en la Copa América de Venezuela 2007.

En la madrugada del día siguiente a conseguir la Copa Libertadores 2007 con Boca Juniors, regresó a Buenos Aires y partió con la selección a disputar la Copa América 2007 en Venezuela. Pese a no tener más que una semana de entrenamiento con el resto del equipo, tuvo una aceptable actuación en el debut ante Estados Unidos, triunfo por 4-1. Frente a Colombia marcó un gol de cabeza y otro de tiro libre en la victoria argentina 4-2. El 8 de julio de 2007, en el 4-0 frente a Perú nuevamente marcó dos goles (uno con cada pie) y asistió a Lionel Messi con un gran pase "entre líneas". Ya en las semifinales del torneo, enfrentando a México, asistió en una jugada preparada a Gabriel Heinze y ejecutó con clase un penal (con un suave disparo por encima del arquero) en el definitivo 3-0.
A pesar del buen nivel desplegado a lo largo del certamen, Argentina debió conformarse con el subcampeonato ya que fue derrotado por 0-3 en la final ante Brasil. Riquelme fue el goleador del seleccionado argentino, marcando un tanto menos que Robinho, quien a la postre resultó el artillero del torneo.

#### Juegos Olímpicos 2008

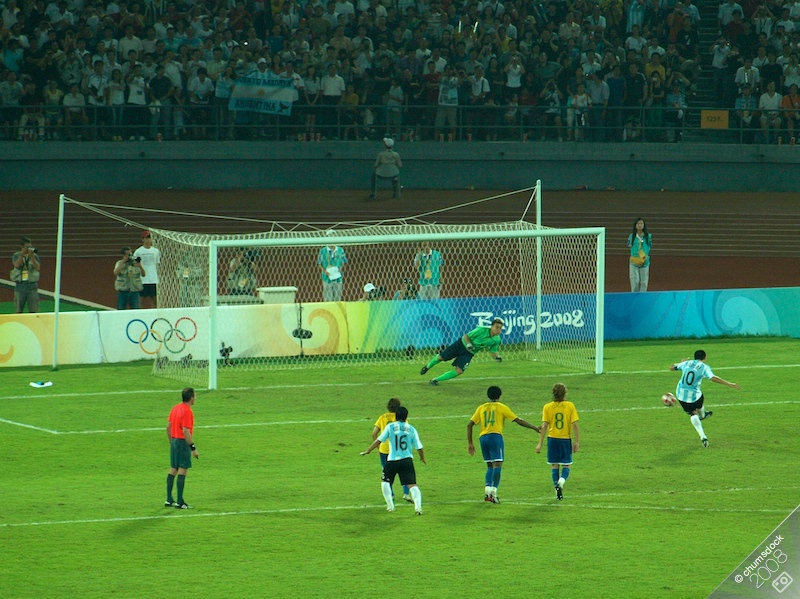
Marcando un gol de penal ante Brasil.

En agosto de 2008, Riquelme fue el capitán de la selección argentina que obtuvo la medalla de oro en fútbol masculino, en los Juegos Olímpicos de Pekín. Fue, junto a Javier Mascherano y Nicolás Pareja, uno de los tres jugadores mayores de 23 años seleccionados por el director técnico Sergio Batista. El equipo logró superar la primera fase, quedando primero con 9 puntos, al derrotar a Costa de Marfil (2-1), Australia (1-0) y a Serbia (2-0). En cuartos de final se enfrentó a los Países Bajos, consiguiendo una victoria por 2-1, luego del gol de Ángel Di María en tiempo extra. En semifinal le tocó jugar contra Brasil, donde marcó un gol de penal para sellar la victoria de su selección por 3-0. Finalmente obtuvo la medalla de oro del torneo al ganarle la final a Nigeria por 1-0.

#### Renuncia a la selección argentina
En marzo de 2009, en una entrevista que brindó por televisión en Canal 13 de Argentina, Juan Román Riquelme anunció su renuncia definitiva e indeclinable a la Selección Argentina, dirigida por Diego Armando Maradona, por diferencias personales con el técnico. La razón que se supone[¿por quién?] fue un comentario dicho por el director técnico acerca de su nivel en dos partidos que jugó con Boca Juniors.

#### Superclásico de las Américas 2011
En septiembre de 2011 Riquelme había sido convocado por Alejandro Sabella para disputar el Superclásico de las Américas contra Brasil en un partido de ida y vuelta. Sin embargo más tarde sufrió una fatiga muscular en el isquiotibial en un partido con Boca Juniors, por lo cual no pudo disputar los partidos, en los cuales Argentina empató el partido de ida y perdió por 2 a 0 el de vuelta. Ésta fue su última convocatoria.

### Participaciones en torneos con selecciones juveniles
| Torneo                        | Sede    | Resultado    | Partidos | Goles | Asistencias |
| ----------------------------- | ------- | ------------ | -------- | ----- | ----------- |
| Sudamericano Sub-20 1997      | Chile   | Campeón      | 9        | 3     | 3           |
| Copa Mundial Sub-20 1997      | Malasia | Campeón      | 7        | 4     | 4           |
| Preolímpico Sudamericano 2000 | Brasil  | Tercer lugar | 3        | 1     | 0           |
| Juegos Olímpicos 2008         | Pekín   | Campeón      | 5        | 1     | 1           |

### Participaciones en torneos con la selección absoluta
| Torneo                    | Sede      | Resultado        | Partidos | Goles | Asistencias |
| ------------------------- | --------- | ---------------- | -------- | ----- | ----------- |
| Copa América 1999         | Paraguay  | Cuartos de final | 4        | 0     | 3           |
| Copa Confederaciones 2005 | Alemania  | Subcampeón       | 5        | 3     | 1           |
| Copa Mundial 2006         | Alemania  | Cuartos de final | 5        | 0     | 4           |
| Copa América 2007         | Venezuela | Subcampeón       | 5        | 5     | 3           |

### Participaciones en Clasificatorias a Copas del Mundo
| Clasificatorias                | Resultado   | Posición | Partidos | Goles | Asistencias |
| ------------------------------ | ----------- | -------- | -------- | ----- | ----------- |
| Clasificatorias Francia 1998   | Clasificado | 1.º      | 1        | 0     | 0           |
| Clasificatorias Alemania 2006  | Clasificado | 2.º      | 9        | 3     | 2           |
| Clasificatorias Sudáfrica 2010 | Clasificado | 4.º      | 7        | 4     | 2           |

| 1  | 30-04-2003 | 11 de junio, Libia                       | Libia     | 1-2 | 1-3 | Amistoso                    |
| 2  | 17-11-2004 | Monumental, Argentina                    | Venezuela | 2-1 | 3-2 | Clasificación Mundial 2006  |
| 3  | 08-06-2005 | Monumental, Argentina                    | Brasil    | 3-1 | 3-1 | Clasificación Mundial 2006  |
| 4  | 15-06-2005 | Rhein Energie, Alemania                  | Túnez     | 1-0 | 2-1 | Copa Confederaciones 2005   |
| 5  | 18-06-2005 | easyCredit-Stadion, Alemania             | Australia | 0-2 | 2-4 | Copa Confederaciones 2005   |
| 6  | 21-06-2005 | easyCredit-Stadion, Alemania             | Alemania  | 1-1 | 2-2 | Copa Confederaciones 2005   |
| 7  | 09-10-2005 | Monumental, Argentina                    | Perú      | 1-0 | 2-0 | Clasificación Mundial 2006  |
| 8  | 16-10-2005 | Jassim Bin Hamad, Catar                  | Catar     | 0-1 | 0-3 | Amistoso                    |
| 9  | 02-07-2007 | José Encarnación Romero, Venezuela       | Colombia  | 2-1 | 4-2 | Copa América 2007           |
| 10 | 02-07-2007 | José Encarnación Romero, Venezuela       | Colombia  | 3-1 | 4-2 | Copa América 2007           |
| 11 | 08-07-2007 | Metropolitano de Barquisimeto, Venezuela | Perú      | 1-0 | 4-0 | Copa América 2007           |
| 12 | 08-07-2007 | Metropolitano de Barquisimeto, Venezuela | Perú      | 4-0 | 4-0 | Copa América 2007           |
| 13 | 11-07-2007 | Cachamay, Venezuela                      | México    | 0-3 | 0-3 | Copa América 2007           |
| 14 | 13-10-2007 | Monumental, Argentina                    | Chile     | 1-0 | 2-0 | Clasificación Mundial 2010  |
| 15 | 13-10-2007 | Monumental, Argentina                    | Chile     | 2-0 | 2-0 | Clasificación Mundial 2010  |
| 16 | 17-11-2007 | Monumental, Argentina                    | Bolivia   | 2-0 | 3-0 | Clasificación Mundial 2010  |
| 17 | 17-11-2007 | Monumental, Argentina                    | Bolivia   | 3-0 | 3-0 | Clasificación Mundial 2010  |
| 18 | 19-08-2008 | Estadio de los Trabajadores, China       | Brasil    | 3-0 | 3-0 | Juegos Olímpicos Pekín 2008 |

| 1  | 1 de julio de 1999      | 3-1 | Ecuador             | Diego Simeone    | Copa América 1999            |
| 2  | 7 de julio de 1999      | 2-0 | Uruguay             | Kily González    | Copa América 1999            |
| 3  | 7 de julio de 1999      | 2-0 | Uruguay             | Martín Palermo   | Copa América 1999            |
| 4  | 9 de octubre de 2004    | 4-2 | Uruguay             | Javier Zanetti   | Eliminatorias 2006           |
| 5  | 9 de octubre de 2004    | 4-2 | Uruguay             | Luciano Figueroa | Eliminatorias 2006           |
| 6  | 18 de junio de 2005     | 4-2 | Australia           | Luciano Figueroa | Copa Confederaciones 2005    |
| 7  | 16 de noviembre de 2005 | 3-0 | Catar               | Julio Cruz       | Amistoso                     |
| 8  | 10 de junio de 2006     | 2-1 | Costa de Marfil     | Javier Saviola   | Copa Mundial de la FIFA 2006 |
| 9  | 16 de junio de 2006     | 6-0 | Serbia y Montenegro | Carlos Tévez     | Copa Mundial de la FIFA 2006 |
| 10 | 24 de junio de 2006     | 2-1 | México              | Hernán Crespo    | Copa Mundial de la FIFA 2006 |
| 11 | 30 de junio de 2006     | 1-1 | Alemania            | Roberto Ayala    | Copa Mundial de la FIFA 2006 |
| 12 | 28 de junio de 2007     | 4-1 | Estados Unidos      | Carlos Tévez     | Copa América 2007            |
| 13 | 8 de julio de 2007      | 4-0 | Perú                | Lionel Messi     | Copa América 2007            |
| 14 | 11 de julio de 2007     | 3-0 | México              | Gabriel Heinze   | Copa América 2007            |
| 15 | 16 de octubre de 2007   | 2-0 | Venezuela           | Gabriel Milito   | Eliminatorias 2010           |
| 16 | 11 de octubre de 2008   | 2-0 | Uruguay             | Lionel Messi     | Eliminatorias 2010           |

## Perfil de jugador

#### Estilo de juego

Alineación de Boca ante el Real Madrid por la Copa Intercontinental 2000, con Riquelme como eje del equipo.

La principal posición de Riquelme era la de un mediocampista organizador, más conocido como el enganche en el fútbol argentino, aunque durante sus años como juvenil también llegó a desempeñarse como un volante de salida y como un volante en la banda. Un talento de "potrero", como se conoce en Argentina a los niños que surgen de lugares de bajos recursos o "villas", Román se destacó por su gracia, estilo y elegancia en la cancha, así como por sus pases creativos e inteligentes. A diferencia de otros jugadores argentinos que se lucieron en esa posición, como Diego Maradona o Ricardo Bochini, quienes eran de baja estatura y con un fuerte buque bajo, Riquelme era un alto y delgado mediocampista que combinaba un rango de pase sobresaliente, visión, anticipación, técnica, control y regate con una prolífica habilidad para marcar goles desde el mediocampo, llegando ser nombrado varias veces un "mago" y "artista" de la pelota. Además de eso, uno de sus mayores talentos era la retención de balón y su juego de espaldas, a pesar de su débil contextura física, que lo hacía muy difícil de defender y controlar para los rivales. El periodista Ariel Scher, lo describió de la siguiente forma: “Todo el tiempo te da la sensación de que Riquelme es un profundo conocedor del juego y que privilegia jugar por saber, por placer y por identidad, en esa comprensión. Pero además conoce otras comprensiones del juego y entonces por eso es también muy táctico. Dice 'este equipo funciona así, yo empujo para jugar por allá o por acá.' Ve todas las cosas…”. Alejandro Dolina, escritor, presentador, locutor y músico argentino, describió al fenómeno Riquelme de la siguiente forma: "el fútbol es más feliz cuando estos jugadores pisan una cancha. Román es representante de un fútbol que tiene una cadena de razonamiento, que consiste en pensar. Está todo el tiempo espiando la realidad".
Sin embargo, desde su debut, no fue hasta el retiro de Diego Maradona en 1997 y la llegada del entrenador Carlos Bianchi en 1998 que pudo consolidarse como titular en Boca Juniors, asentándose como el enganche del equipo en una formación 4-3-1-2, donde Riquelme elaboraba su juego detrás de dos delanteros. A partir de ahí, generalmente jugaba en un rol central libre, donde podía exprimir al máximo su capacidad para dictar el ritmo del juego en el mediocampo, orquestar movimientos de ataque y crear espacios y oportunidades para sus compañeros de equipo. A medida que Boca ganó todo a nivel local y continental y el nivel del equipo mermó con la salida de figuras como Palermo, Riquelme se convirtió cada vez más en el punto focal táctico del equipo, a tal punto de llegar a desempeñar otras posiciones, como la del falso nueve. Sin embargo, en su estadía en Barcelona, su rendimiento se vio mermado por culpa de su posición como delantero interior por izquierda, en la que su entrenador, Louis van Gaal, estaba convencido de que debía jugar, ya que el holandés utilizaba formaciones sin enganche y con tres delanteros. Aun así Riquelme admitió desobedecerlo varias veces y ponerse en su posición habitual de siempre, cosa que le acabó costando su titularidad en el equipo y su posterior salida del club.
En Villarreal fue donde pudo recuperar su mejor nivel, en parte gracias a la doctrina de fútbol sudamericano que practicaba el club, en la que su entrenador chileno, Manuel Pellegrini, lo regresó a su rol como enganche. En Europa, Román se volvió un jugador menos regateador, más organizador y más líder, admitiendo que "no se había vuelto más rápido, sino que soltaba más rápido la pelota". Además, mejoró sus números goleadores, a tal punto de colocarse durante dos años seguidos entre los máximos anotadores de la liga española. En su regreso a Boca en 2007, fue el máximo goleador de la Copa Libertadores que el equipo acabó ganando, llegando a anotar 3 goles en la final ante Gremio.
Un especialista en pelota parada, fue un excelente pateador de tiros libres, penales y córneres, donde se destacaba el efecto y la potencia que le daba a la pelota; debido a eso, tiene varios goles olímpicos y desde ángulos difíciles. Su estilo le sirvió de inspiración para jugadores como Lionel Messi. Además de su peculiar forma de regatear rivales, en donde no se lucía como un frenético regateador como Maradona o Messi, sino que se destacaba más por "pisar", "demostrar", y "amagar" la pelota a sus rivales, Riquelme también tiene varias jugadas que se popularizaron por todo el mundo y que hasta el día de hoy siguen siendo recordadas, como un caño hecho de espaldas a Mario Yepes durante un superclásico en la Copa Libertadores 2000, que se bautizó en los medios de comunicación como "el caño del siglo", un caño hecho de ruleta ante Rosario Central en un partido de liga en 1999, que se denominó años más tarde como "el mejor caño del mundo", o un caño sin tocar la pelota ante Lanús durante su último partido con Boca en 2014. Riquelme nombró entre sus mayores inspiraciones cuando era juvenil a José Luis Villarreal y Fernando Galetto, y ya como profesional, a Zinedine Zidane. Jugadores que han nombrado que fueron inspirados por Riquelme han sido Andrés Iniesta, Leandro Paredes, y Mesut Özil.
Sin embargo, a pesar de su talento, Riquelme fue criticado por su falta de ritmo, por ser inconsistente y por tener un carácter introvertido pero difícil, así como por su pobre sacrificio, tanto en el campo como en los entrenamientos. Varios entrenadores notaron que tenía una personalidad "rara", temperamental y fría, así como también Riquelme estuvo involucrado en varias controversias con respecto a sus actitudes dentro del vestuario y sus relaciones con sus compañeros y entrenadores. A pesar de eso, varios excompañeros notaron que los medios de comunicación retrataban una imagen errónea sobre él.

#### En la opinión pública
Riquelme es ampliamente considerado como uno de los mejores futbolistas argentinos de todos los tiempos, y de su generación. Además, es masivamente nombrado como el mejor jugador de la historia de Boca Juniors, y su máximo ídolo y referente. Sin embargo, a pesar de su éxito en el fútbol argentino, varios consideran que Riquelme fracasó en Europa, debido a su corto paso por Barcelona y sus escasos títulos obtenidos en sus cinco años de estadía. Aun así, está considerado dentro de los mejores jugadores de la historia y una de las máximas leyendas del Villarreal, a pesar de solo haber jugado cuatro temporadas con el club español.
Durante sus años de carrera, Riquelme generaba varias opiniones diversas sobre su personalidad dentro y fuera del campo. Mientras que en Boca era laureado desde su juventud, varios críticos, periodistas y jugadores cuestionaban su compromiso en grandes citas, en especial con la selección argentina. Su decisión de retirarse del seleccionado a puertas del Mundial de Sudáfrica 2010, a lo cual Román alegó que era por la salud de su madre, fue una de las más criticadas del fútbol argentino en ese momento. Tras su retiro, la mirada en retrospectiva de su carrera le dio otra imagen a Riquelme, volviéndose una de las figuras más emblemáticas y representativas del fútbol argentino.

## En la cultura popular
Riquelme es representado por la indumentaria Adidas desde 2004, aunque también formó parte de Reebok, Mitre y Nike durante su juventud. Con la marca alemana, fue parte de la campaña de promoción para el Mundial de Alemania 2006, junto a jugadores como Beckham o Zidane, y de la campaña publicitaria bajo el eslogan "Riquelme +10" donde, junto al futbolista Kaká, armaban un equipo de estrellas. También fue parte de las campañas publicitarias para Lay's y Pepsi, donde el eslogan era "Riquelme está feliz", para la cerveza argentina Quilmes, y para el desodorante Rexona.

El 8 de abril de 2001, en un partido contra River por el Torneo Clausura, Boca iba ganando 1-0 con un gol de Hugo Ibarra. Luego, Riquelme pone el 2 a 0 de penal, y se va festejando hasta quedar enfrentado con el palco del presidente de Boca en ese momento, Mauricio Macri, e hizo un gesto "indirectamente" hacía él, poniéndose las manos a los oídos, en señal de protesta hacía las quejas que tenía Riquelme sobre su contrato. Este festejo luego sería inmortalizado como el "Topo Gigio", en alusión a la declaración de Riquelme después del festejo donde contó que solo imitó al protagonista de un espectáculo infantil de marionetas que le gustaba a su hija. Desde entonces, este festejo fue imitado por jugadores y atletas de todo el mundo, como Roger Federer, Ronaldo, Eden Hazard, o Lionel Messi entre otros. El festejo, es generalmente utilizado como señal de protesta de los jugadores hacia dirigentes o incluso hinchadas, y también como una forma de decir: "¡Vamos, quiero escucharlos gritar fuerte!".

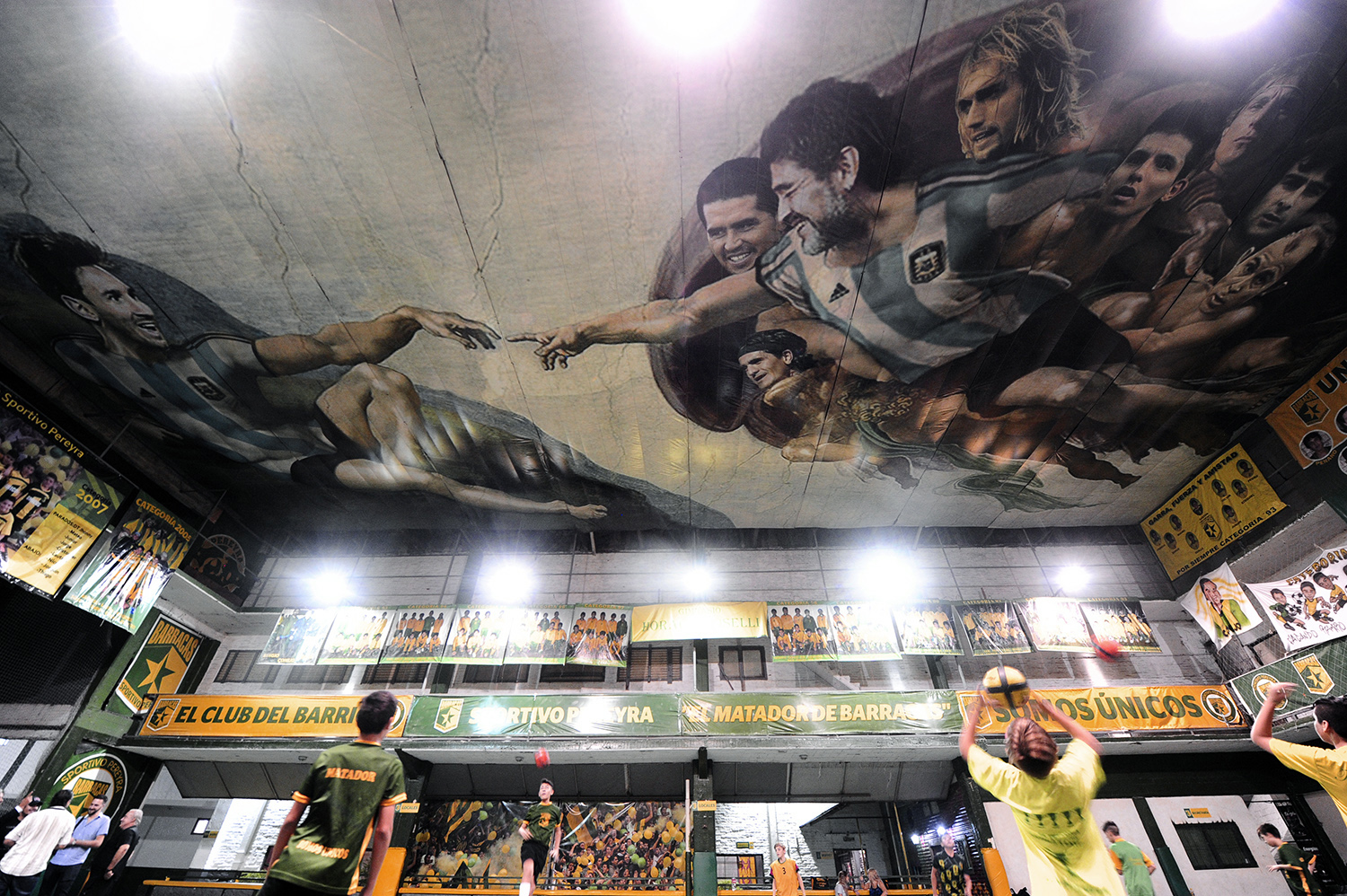
Obra hecha en Argentina llamada la Capilla Sixtina del Fútbol en donde Riquelme es incluido junto a Maradona y Messi.

En 2014, se publicó un libro llamado "El caño más bello del mundo", por Diego Tomasi, en honor a la jugada que Riquelme le hizo a Yepes en el superclásico por la Libertadores 2000. En 2019, se estrenó "ROMÁN", una película documental sobre el último partido de Riquelme para Boca Juniors en 2014, y que contó con testimonios de Indio Solari, Alejandro Dolina, Eduardo Sacheri o Víctor Hugo Morales.
El periodista Guillermo Abel Blanco, jefe de prensa de Maradona durante muchos años, expresa el impacto que supuso conocer a Riquelme: “Cuando lo vi por primera vez sentí que se me venía todo el potrero encima. Lo vi genuino, primario, profundo, desde la práctica defensor de una idea de juego que muchos apenas sí tratamos de sostener desde las letras. Me hubiera gustado que coincidiera en el tiempo con Pedernera, quien le hubiera aportado tanto desde su experiencia personal sobrepasando el fútbol… Hablo de la vida misma."
En 2015, la Legislatura de Buenos Aires aprobó un proyecto que nombró a Riquelme una Personalidad Destacada del Deporte por su importancia en la cultura popular de Argentina, y porque resalta los valores del deporte. Fernando Muñoz, principal impulsor de la idea, explicó el hecho: “El significado de Riquelme está más cercano al ídolo popular, y al público futbolero y no sólo a Boca. Asociamos también el hecho de que Riquelme tiene una habilidad, que tienen los pueblos en países como el nuestro, donde tenemos que soportar ofensiva de todos lados, para poder sobrevivir dignamente”.
Por sus reconocidas actuaciones individuales ante equipos brasileños en la Copa Libertadores con Boca Juniors, según el Instituto Brasileño de Geografía y Estadística, el nombre de "Riquelme" fue utilizado para niños más de 14 mil veces, incrementando un 6,894 % a partir de la década del 2000. Por la Copinha 2020 de Brasil, se reportó que hubo 12 jugadores nombrados Riquelme inscriptos para jugar.

## Reconocimientos
El 3 de julio de 2011, se presentó en el Museo de la Pasión Boquense la estatua a Riquelme. "Nunca imaginé algo como esto, es la emoción más grande como futbolista. Esto es demasiado para mí. No lo voy a poder olvidar nunca, mi familia tampoco. Vamos a estar eternamente agradecidos. Nací bostero y me voy a morir bostero como todos ustedes" declaró Juan Román, con lágrimas en los ojos, delante de cientos de hinchas.
El 25 de junio de 2016, se realizó un mural de Riquelme con su festejo del Topo Gigio en La Bombonera, debido a los 38 años cumplidos por el futbolista.
El 25 de junio de 2023, se festejó el partido despedida de Riquelme en La Bombonera. El homenaje constó de un partido entre leyendas de Boca Juniors y la Selección Argentina, en el que participaron leyendas de la talla de Lionel Messi, Pablo Aimar, Ángel Di María, Javier Saviola, Walter Samuel, Carlos Bianchi, Alfio Basile, Lionel Scaloni, entre otros.

## Dirigente de Boca (desde 2019)
Luego de retirarse profesionalmente del fútbol, Riquelme aludió a que podía volcarse en un rol político en Boca Juniors, luego de haberse pronunciado en contra de Daniel Angelici, quien presidió al club entre 2011 y 2019, en reiteradas ocasiones. En 2014, durante un evento en donde fue declarado ciudadano ilustre del partido de Tigre, anunció: "me voy a preparar para ser presidente de Boca". En 2015, en las elecciones presidenciales del club, Riquelme estuvo presente para votar, días después de vaticinar la victoria de Angelici porque "tenía todo comprado". Tras su victoria, Riquelme mantuvo una postura distante hacia el presidente electo y sobre su posición acerca de asumir un rol político en Boca.

### Candidato a vicepresidente segundo (2019)
En 2019, luego de que Boca Juniors haya caído derrotado ante River Plate en la final de la Copa Libertadores 2018 y las semifinales de la Libertadores 2019, Riquelme volvió a pronunciarse políticamente de cara a las elecciones presidenciales de ese mismo año. Su primera insinuación fue formar parte de una lista de unidad de coaliciones que no se terminó realizando, luego se reportó que había tenido acercamientos con el oficialismo, en ese entonces representado por Christian Gribaudo, y con la tercera fuerza representada por José Beraldi. Sin embargo, luego de que sus primeras peticiones acerca de una unidad no se realizaran, el 20 de noviembre de 2019 Riquelme anunció oficialmente que se presentaría en la lista "Identidad Xeneize" junto a Jorge Amor Ameal y Mario Pergolini como vicepresidente segundo y director deportivo. El 9 de diciembre, su lista acabó ganando las elecciones con un 53 % de votos a favor, por encima del 30 % del oficialismo, en una elección que tuvo la cifra récord del fútbol argentino de 40 mil participantes.

### Vicepresidente de Boca Juniors (2020-2023)

#### Con Russo (2020-21)
Tras haber ganado las elecciones, a los pocos días Riquelme anunció que conformaría un Consejo del Fútbol como colaboradores a su rol de director deportivo, compuesto por los exjugadores de Boca y leyendas del club Mauricio Serna, Jorge Bermúdez, Raúl Cascini y Marcelo Delgado. A su vez, la primera disposición que tuvo fue anunciar al reemplazante de Gustavo Alfaro, quien había renunciado finalizado el año, por Miguel Ángel Russo, quien había sido el último entrenador en lograr ganar la Copa Libertadores en el club, justamente con Riquelme como jugador.
Durante el mercado de pases de 2020, Riquelme reincorporó al jugador surgido de las inferiores Pol Fernández, y al central peruano Carlos Zambrano. En ese instante, Boca aún disputaba la liga contra River Plate, habiendo perdido el liderato la fecha anterior. Boca tuvo una recuperación de su nivel futbolístico, en parte gracias a Carlos Tévez, quien recuperó su mejor forma gracias a Russo. El equipo ganó todos sus partidos restantes, definiendo en la última fecha la posibilidad de ser campeón, en La Bombonera y ante el Gimnasia de Diego Maradona. En una noche de una Bombonera repleta, un gol agónico de Tévez desde fuera de distancia y el empate de River ante Atlético Tucumán consagró a Boca como campeón de liga, remontando el liderato. Este fue el primer título oficial al mando de Riquelme como director deportivo.
En junio de 2020, Boca reincorporó al enganche colombiano Edwin Cardona y compró al mediocampista Diego Hernán González. Debido a la cuarentena por la pandemia del COVID-19, las competencias fueron canceladas hasta el inicio de la Copa de la Liga Profesional en octubre de ese año, en la que Boca se consagró campeón tras derrotar por penales a Banfield en enero de 2021. En ese mismo mes, Boca incorporó al central estrella Marcos Rojo y reincorporó a Cristian Pavón, mientras que vendió al delantero Wanchope Ábila, quien luego criticaría duramente al Consejo del Fútbol por sus tratos.
En el plano internacional, Boca acabó clasificando a las semifinales de la Copa Libertadores, la primera disputada al mando de Riquelme, perdiendo la serie ante el Santos brasileño luego de empatar 1 a 1 en La Bombonera y perder en Vila Belmiro por 3 a 0, en una decepcionante actuación del equipo. Por la Copa de la Liga, Boca avanzó a semifinales luego de vencer en cuartos de final a River por penales, en una polémica serie ya que el conjunto millonario tenía a un equipo severamente afectado por el coronavirus. Sin embargo, en semifinales acabarían derrotados ante Racing tras perder en otra tanda de penales.
Por la Copa Libertadores 2021, Boca logró avanzar hasta octavos de final, teniendo que enfrentarse al Atlético Minerio de Brasil. En una de las series más polémicas de la historia del club, Boca logró convertir dos goles licitos en ambos partidos de la serie por parte de Weigandt que acabaron siendo anulados por el árbitro y el VAR. Esto desembocó en el equipo resultando eliminado por penales en Brasil, provocando la reacción furiosa de jugadores y parte del cuerpo técnico del club, incluyendo a integrantes del Consejo de Fútbol, particularmente Raúl Cascini y Marcelo Delgado, que quedaron suspendidos para asistir a otros partidos de Libertadores. El equipo quedó varado en la policía brasileña aquella noche y luego pudo regresar al país. La Conmebol dictaminó sanciones a Rojo, Carlos Izquierdoz, Pulpo González y Javier García de varios partidos suspendidos. Por culpa de tener al equipo aislado en Brasil, Boca tuvo que disputar su siguiente partido de liga ante Banfield con un equipo conformado enteramente por sus reservas, que habían jugado apenas dos días antes, en una noche en la que debutaron juveniles como Valentín Barco. Boca "empató heroícamente" por 0 a 0 ante el Taladro, aunque luego caería derrotado ante San Lorenzo en La Bombonera por 2 a 0 la fecha siguiente, a pesar de que el club reclamó por la suspensión del partido, petición que acabaría rechazada por Marcelo Tinelli.

#### Con Battaglia (2021-22)
Luego del bajo rendimiento del equipo a cargo de Russo por el Campeonato, Boca decidió rescindir su contrato el 17 de agosto de 2021, reemplanzandolo con Sebastián Battaglia, quien era el entrenador de las reservas del club, con las cuales logró salir campeón. En ese mercado de pases, Boca incorporó a Esteban Rolón, Juan Ramírez, Norberto Briasco, Luis Advíncula, Nicolás Orsini y repatrió a Marcelo Weigandt, proveniente de Gimnasia. Con Battaglia, Boca logró recuperar su nivel para terminar 4.º en la liga y como campeón de la Copa Argentina, venciendo a Talleres de Córdoba en la final disputada el 8 de diciembre.
En el verano de 2022, Boca reincorporó a los jugadores Darío Benedetto, proveniente del Olympique de Marsella, y Pol Fernández, del Cruz Azul mexicano, junto a las incorporaciones de Jorge Figal y Óscar Romero. Boca acabó campeón de la Copa de la Liga, venciendo en la final a Tigre por 3 a 0. Sin embargo, en junio, Boca acabaría eliminado de la Copa Libertadores contra el Corinthians por penales en La Bombonera. Esto significaría el despido de Sebastián Battaglia, luego de haber criticado al Consejo de Fútbol en conferencia de prensa. El despido, acontecido en una estación de servicio según reportado, fue duramente criticado por aficionados y medios.

#### Con Ibarra (2022-23)
En invierno, Boca incorpora a Martín Payero, Facundo Roncaglia, y Sergio Romero, y Carlos Tévez anuncia su retiro del fútbol luego del fallecimiento de su padre. Para reemplazar a Battaglia, el Consejo siguió la línea de entrenadores del club y anunció a Hugo Ibarra, proveniente de las reservas, como su reemplazante. Con Ibarra al mando, Boca quedó eliminado de la Copa Argentina ante Patronato por penales en semifinales, y tuvo un mal inicio en la Liga Profesional. Sin embargo, tras ganar el superclásico a River Plate en La Bombonera con un solitario gol de Benedetto, Boca no volvió a perder en el torneo y acabó remontando su posición de media tabla a campeonar en la última fecha como local luego de empatar 2 a 2 con Independiente, en parte gracias a la descollante actuación del juvenil Luca Langoni. El resultado de la victoria de River ante Racing, su principal perseguidor, fue clave para la obtención del título.
A pesar de que en los medios se insinuaba de que la continuación de Ibarra podía estar en deuda, el club rectificó su posición como entrenador. Luego del título liguero, Boca perdería dos finales consecutivas ante Racing Club, por la Supercopa Internacional disputada en Arabia y el Trofeo de Campeones. En 2023, Boca tiene un deplorable inicio en la Liga Profesional y la Copa Libertadores, y tras gran demanda por parte de la afición boquense, Serna anunció ante los medios el despido de Ibarra el 28 de marzo.

#### Con Almirón (2023)
Luego de un par de partidos con Mariano Herrón como entrenador interino, el club anunció a Jorge Almirón como nuevo entrenador el 9 de abril, luego de que se reportara el rechazo de Gerardo Martino, su principal candidato. En la Libertadores, Boca remonta un resultado ante Deportivo Pereira en La Bombonera, con la eclosión del juvenil Valentín Barco como figura, luego de que la hinchada insultara al rendimiento del equipo. A su vez, Boca también repunta sus malos rendimientos ligueros pero no logra ascender a los primeros puestos, acabando 7.º.
Cumpliendo el objetivo de pasar de fase, con una mejora en el rendimiento del equipo gracias a la asentación de los talentosos juveniles Cristian Medina y "Equi" Fernández en la titularidad, Boca enfrenta a Nacional de Uruguay en octavos de final. Con la flamante incorporación estrella de Edinson Cavani en el club, Boca avanza en la tanda de penales con un gran rendimiento de "Chiquito" Romero, quien se convertiría en la principal figura del equipo luego de tener impresionantes actuaciones en las tandas de penales ante Racing por cuartos de final y Palmeiras en semifinales, llevando a Boca a otra nueva final de Libertadores luego del 2018. Previo al enfrentamiento ante Fluminense en el Maracaná, Boca sufrió varios incidentes de sus hinchas en Río de Janeiro por represiones policiales. Finalmente, el equipo caería derrotado por 2 a 1 con el gol definitorio de John Kennedy en el tiempo suplementario. Poco tiempo después, Almirón presentó su renuncia al cargo, duramente criticado por sus decisiones tácticas. Comprometidos con ganar la Copa Argentina para poder clasificarse a la Libertadores 2024 luego de no clasificar a la zona final de la Copa de la Liga, Boca acabó eliminado por Estudiantes en semifinales por 4 a 3, perdiendo su última oportunidad.

### Candidato a presidente y enfrentamiento con Mauricio Macri (2023)
Poco tiempo después de la derrota en la final de la Libertadores, Mauricio Macri se anuncia como candidato a vicepresidente en la fórmula de la oposición compuesta por Andrés Ibarra, reanudando su longevo enfrentamiento con Riquelme, de cara a las elecciones presidenciales del club en diciembre de 2023. En el día del cierre de las listas, Riquelme se anunció como presidente, acompañado por Jorge Ameal como vice. Habiendo declarado previamente que "iba a ser un año divertido", Riquelme se confrontó en un duelo dialéctico con Macri en la lucha por las elecciones presidenciales, primero con la denuncia de Macri por un fallo en el padrón del traspaso de socios adherentes a activos, que provocó que la jueza Alejandra Abrevaya suspendiera las elecciones, que se debían llevar a cabo originalmente el sábado 3 de diciembre, al día siguiente, y por último suspendiéndolas hasta que se resuelva el caso judicial. El 4 de abril, Abrevaya aceptó la recusación del club sobre su vinculación al macrismo, resultando en su reemplazo por la jueza Analía Romero. Romero acabó dejando el caso, retornando a Abrevaya que dio lugar a que las elecciones sean efectuadas. Finalmente, el 17 de diciembre de 2023, Riquelme fue electo presidente del club, convirtiéndose en el presidente más votado en la historia del fútbol argentino, con 30 mil votos a favor. Su victoria significó un hecho sin precedentes en la historia de las elecciones presidenciales de clubes al enfrentarse al expresidente de la nación y expresidente del club Mauricio Macri, quien contaba con el apoyo público y la postura a favor del actual presidente de la Argentina, Javier Milei, y también por su posición en contra de la privatización de los clubes de fútbol de la que tanto Milei como Macri se han mostrado públicamente a favor.

## Vida privada
El 2 de abril de 2002 fue secuestrado su hermano menor Cristian, de 18 años. Al menos treinta horas pasó en manos de los delincuentes, que se llevaron U$D 160.000 por liberarlo. Riquelme en persona, desde su casa y a través de un teléfono móvil, fue quien comandó la negociación. El 7 de abril regresa al primer equipo de Boca con una bandera de agradecimiento hacia los hinchas por el apoyo recibido: “Gracias a todos. Riquelme”. Ese día fue la figura del partido y marcó el último gol en la victoria 3-0 sobre Unión de Santa Fe.

## Estadísticas

### En clubes
| Boca Juniors Argentina | 1.ª                 | 1996-97             | 22  | 4   | 4   | —  | — | — | —   | —  | —  | 22  | 4   | 4   | 0,18 |
| Boca Juniors Argentina | 1.ª                 | 1997-98             | 19  | 0   | 0   | —  | — | — | 2   | 0  | 0  | 21  | 0   | 0   | 0,00 |
| Boca Juniors Argentina | 1.ª                 | 1998-99             | 37  | 10  | 13  | —  | — | — | 5   | 0  | 0  | 42  | 10  | 13  | 0,23 |
| Boca Juniors Argentina | 1.ª                 | 1999-00             | 24  | 4   | 9   | —  | — | — | 16  | 3  | 8  | 40  | 7   | 17  | 0,17 |
| Boca Juniors Argentina | 1.ª                 | 2000-01             | 27  | 10  | 9   | —  | — | — | 14  | 3  | 4  | 41  | 13  | 13  | 0,31 |
| Boca Juniors Argentina | 1.ª                 | 2001-02             | 22  | 10  | 13  | —  | — | — | 12  | 3  | 0  | 28  | 10  | 13  | 0,35 |
| Boca Juniors Argentina | Total 1.ª etapa     | Total 1.ª etapa     | 151 | 38  | 48  | 0  | 0 | 0 | 49  | 9  | 12 | 200 | 47  | 60  | 0,24 |
| FC Barcelona · España | 1.ª                 | 2002-03             | 30  | 3   | 6   | 1  | 1 | 0 | 11  | 2  | 4  | 42  | 6   | 10  | 0,14 |
| Villarreal CF · España | 1.ª                 | 2003-04             | 33  | 8   | 7   | 3  | 1 | 1 | 12  | 4  | 2  | 48  | 13  | 10  | 0,27 |
| Villarreal CF · España | 1.ª                 | 2004-05             | 35  | 15  | 17  | —  | — | — | 11  | 2  | 4  | 46  | 17  | 21  | 0,38 |
| Villarreal CF · España | 1.ª                 | 2005-06             | 25  | 12  | 10  | 1  | 0 | 0 | 12  | 2  | 2  | 38  | 14  | 12  | 0,37 |
| Villarreal CF · España | 1.ª                 | 2006                | 13  | 1   | 6   | —  | — | — | —   | —  | —  | 13  | 1   | 6   | 0,07 |
| Boca Juniors Argentina | 1.ª                 | 2007                | 15  | 2   | 6   | —  | — | — | 11  | 8  | 5  | 26  | 10  | 11  | 0,38 |
| Villarreal CF · España | 1.ª                 | 2007                | —   | —   | —   | —  | — | — | —   | —  | —  | 0   | 0   | 0   | 0,00 |
| Villarreal CF · España | Total club          | Total club          | 106 | 36  | 40  | 4  | 1 | 1 | 35  | 8  | 8  | 145 | 45  | 49  | 0,31 |
| Boca Juniors Argentina | 1.ª                 | 2008                | 10  | 1   | 4   | —  | — | — | 10  | 4  | 5  | 20  | 5   | 9   | 0,25 |
| Boca Juniors Argentina | 1.ª                 | 2008-09             | 28  | 5   | 8   | —  | — | — | 7   | 4  | 4  | 35  | 9   | 12  | 0,26 |
| Boca Juniors Argentina | 1.ª                 | 2009-10             | 24  | 3   | 12  | —  | — | — | 2   | 0  | 0  | 26  | 3   | 12  | 0,11 |
| Boca Juniors Argentina | 1.ª                 | 2010-11             | 13  | 4   | 1   | —  | — | — | —   | —  | —  | 13  | 4   | 1   | 0,30 |
| Boca Juniors Argentina | 1.ª                 | 2011-12             | 23  | 4   | 7   | 2  | 1 | 1 | 13  | 3  | 4  | 38  | 8   | 12  | 0,21 |
| Boca Juniors Argentina | Total 3.ª etapa     | Total 3.ª etapa     | 98  | 17  | 32  | 2  | 1 | 1 | 32  | 11 | 13 | 132 | 29  | 46  | 0,22 |
| Inactivo entre 2012 y 2013. |                     |                     |     |     |     |    |   |   |     |    |    |     |     |     |      |
| Boca Juniors Argentina | 1.ª                 | 2013                | 5   | 0   | 0   | 1  | 0 | 0 | 7   | 2  | 1  | 13  | 2   | 1   | 0,15 |
| Boca Juniors Argentina | 1.ª                 | 2013-14             | 23  | 7   | 5   | —  | — | — | —   | —  | —  | 23  | 7   | 5   | 0,26 |
| Boca Juniors Argentina | Total 4.ª etapa     | Total 4.ª etapa     | 28  | 7   | 5   | 1  | 0 | 0 | 7   | 2  | 1  | 36  | 9   | 6   | 0,25 |
| Boca Juniors Argentina | Total club          | Total club          | 292 | 64  | 91  | 3  | 1 | 1 | 93  | 30 | 31 | 394 | 92  | 123 | 0,24 |
| Argentinos Juniors Argentina | 2.ª                 | 2014                | 15  | 3   | 3   | 3  | 2 | 0 | —   | —  | —  | 18  | 5   | 3   | 0,27 |
| Total en su carrera | Total en su carrera | Total en su carrera | 443 | 106 | 140 | 11 | 5 | 2 | 139 | 37 | 43 | 593 | 148 | 185 | 0,25 |
| (1) Incluye datos de la Copa del Rey y Copa Argentina. (2) Incluye datos de la Copa Mercosur, Supercopa Sudamericana, Copa Libertadores, Copa Sudamericana, Recopa Sudamericana, Copa Intercontinental, Copa Intertoto, Champions League y Europa League. (3) Media de goles por encuentro. No incluye goles en partidos amistosos. |                     |                     |     |     |     |    |   |   |     |    |    |     |     |     |      |

Fuente: Historia de Boca Juniors

### Selecciones nacionales
| Selección                                                                                        | Año   | Amistoso | Amistoso | Amistoso | Sudamericano | Sudamericano | Sudamericano | Copa América | Copa América | Copa América | Mundial (1) | Mundial (1) | Mundial (1) | Eliminatorias | Eliminatorias | Eliminatorias | Confederaciones | Confederaciones | Confederaciones | Juegos Olímpicos | Juegos Olímpicos | Juegos Olímpicos | Total | Total | Total |
| Selección                                                                                        | Año   | PJ       | G        | A        | PJ           | G            | A            | PJ           | G            | A            | PJ          | G           | A           | PJ            | G             | A             | PJ              | G               | A               | PJ               | G                | A                | PJ    | G     | A     |
| ------------------------------------------------------------------------------------------------ | ----- | -------- | -------- | -------- | ------------ | ------------ | ------------ | ------------ | ------------ | ------------ | ----------- | ----------- | ----------- | ------------- | ------------- | ------------- | --------------- | --------------- | --------------- | ---------------- | ---------------- | ---------------- | ----- | ----- | ----- |
| Argentina Sub-20 Argentina                                                                       | 1997  | 0        | 0        | 0        | 9            | 3            | 3            | -            | -            | -            | 7           | 4           | 6           | -             | -             | -             | -               | -               | -               | -                | -                | -                | 16    | 7     | 9     |
| Argentina Sub-20 Argentina                                                                       | 1998  | 5        | 0        | 2        | -            | -            | -            | -            | -            | -            | -           | -           | -           | -             | -             | -             | -               | -               | -               | -                | -                | -                | 5     | 0     | 2     |
| Argentina Sub-20 Argentina                                                                       | Total | 5        | 0        | 2        | 9            | 3            | 3            | -            | -            | -            | 7           | 4           | 6           | -             | -             | -             | -               | -               | -               | -                | -                | -                | 21    | 7     | 11    |
| Argentina Olímpica Argentina                                                                     | 2000  | -        | -        | -        | 3            | 1            | 0            | -            | -            | -            | -           | -           | -           | -             | -             | -             | -               | -               | -               | -                | -                | -                | 3     | 1     | 0     |
| Argentina Olímpica Argentina                                                                     | 2008  | 2        | 0        | 1        | -            | -            | -            | -            | -            | -            | -           | -           | -           | -             | -             | -             | -               | -               | -               | 5                | 1                | 1                | 7     | 1     | 2     |
| Argentina Olímpica Argentina                                                                     | Total | 2        | 0        | 1        | 3            | 1            | 0            | -            | -            | -            | -           | -           | -           | -             | -             | -             | -               | -               | -               | 5                | 1                | 1                | 10    | 2     | 2     |
| Argentina                                                                                        | 1997  | -        | -        | -        | -            | -            | -            | -            | -            | -            | -           | -           | -           | 1             | 0             | 0             | -               | -               | -               | -                | -                | -                | 1     | 0     | 0     |
| Argentina                                                                                        | 1999  | 1        | 0        | 0        | -            | -            | -            | 4            | 0            | 3            | -           | -           | -           | -             | -             | -             | -               | -               | -               | -                | -                | -                | 5     | 0     | 3     |
| Argentina                                                                                        | 2002  | 1        | 0        | 0        | -            | -            | -            | -            | -            | -            | -           | -           | -           | -             | -             | -             | -               | -               | -               | -                | -                | -                | 1     | 0     | 0     |
| Argentina                                                                                        | 2003  | 3        | 1        | 2        | -            | -            | -            | -            | -            | -            | -           | -           | -           | -             | -             | -             | -               | -               | -               | -                | -                | -                | 3     | 1     | 2     |
| Argentina                                                                                        | 2004  | 2        | 0        | 1        | -            | -            | -            | -            | -            | -            | -           | -           | -           | 4             | 1             | 2             | -               | -               | -               | -                | -                | -                | 6     | 1     | 3     |
| Argentina                                                                                        | 2005  | 3        | 1        | 2        | -            | -            | -            | -            | -            | -            | -           | -           | -           | 5             | 2             | 0             | 5               | 3               | 1               | -                | -                | -                | 13    | 6     | 3     |
| Argentina                                                                                        | 2006  | 3        | 0        | 0        | -            | -            | -            | -            | -            | -            | 5           | 0           | 4           | -             | -             | -             | -               | -               | -               | -                | -                | -                | 8     | 0     | 4     |
| Argentina                                                                                        | 2007  | 0        | 0        | 0        | -            | -            | -            | 5            | 5            | 3            | -           | -           | -           | 4             | 4             | 2             | -               | -               | -               | -                | -                | -                | 9     | 9     | 5     |
| Argentina                                                                                        | 2008  | 0        | 0        | 0        | -            | -            | -            | -            | -            | -            | -           | -           | -           | 5             | 0             | 1             | -               | -               | -               | -                | -                | -                | 5     | 0     | 1     |
| Argentina                                                                                        | Total | 13       | 2        | 5        | -            | -            | -            | 9            | 5            | 6            | 5           | 0           | 4           | 19            | 7             | 5             | 5               | 3               | 1               | -                | -                | -                | 51    | 17    | 21    |
| Total                                                                                            | Total | 20       | 2        | 8        | 12           | 4            | 3            | 9            | 5            | 6            | 12          | 4           | 10          | 19            | 7             | 5             | 5               | 3               | 1               | 5                | 1                | 1                | 82    | 26    | 34    |
| (1) Incluye datos de la Copa Mundial de Fútbol Juvenil de 1997 y Copa Mundial de Fútbol de 2006. |       |          |          |          |              |              |              |              |              |              |             |             |             |               |               |               |                 |                 |                 |                  |                  |                  |       |       |       |

### Resumen estadístico
|                     | Partidos | Goles | Asistencias | +   |
| ------------------- | -------- | ----- | ----------- | --- |
| Boca Juniors        | 388      | 92    | 123         | 215 |
| Villarreal          | 145      | 45    | 49          | 94  |
| Barcelona           | 42       | 6     | 10          | 16  |
| Argentinos Juniors  | 18       | 5     | 3           | 8   |
| Selección Sub-20    | 21       | 7     | 11          | 18  |
| Selección Olímpica  | 10       | 2     | 2           | 4   |
| Selección Argentina | 51       | 17    | 21          | 38  |
| TOTAL               | 675      | 174   | 219         | 393 |

### Hat-tricks
Partidos en los que anotó tres o más goles:
Actualizado de acuerdo al último partido jugado el 31 de marzo de 2014.
| 1 | 23 de enero de 2005 | El Madrigal, Villarreal | Villarreal C. F. - Valencia C. F. | 17' (p.) 45' 94' (p.) | 3 - 1 | Primera División de España 2004/05 |

## Palmarés y distinciones

### Como jugador

#### Campeonatos nacionales
| Título           | Equipo       | País      | Año     |
| ---------------- | ------------ | --------- | ------- |
| Primera División | Boca Juniors | Argentina | A-1998  |
| Primera División | Boca Juniors | Argentina | C-1999  |
| Primera División | Boca Juniors | Argentina | A-2000  |
| Primera División | Boca Juniors | Argentina | A-2008  |
| Primera División | Boca Juniors | Argentina | A-2011  |
| Copa Argentina   | Boca Juniors | Argentina | 2011-12 |

#### Campeonatos internacionales
| Título                    | Equipo                       | Sede         | Año  |
| ------------------------- | ---------------------------- | ------------ | ---- |
| Sudamericano Sub-20       | Selección Argentina Sub-20   | Chile        | 1997 |
| Copa Mundial Sub-20       | Selección Argentina Sub-20   | Malasia      | 1997 |
| Copa Libertadores         | Boca Juniors                 | São Paulo    | 2000 |
| Copa Intercontinental     | Boca Juniors                 | Tokio        | 2000 |
| Copa Libertadores         | Boca Juniors                 | Buenos Aires | 2001 |
| Copa Intertoto            | Villarreal CF                | Madrid       | 2004 |
| Copa Libertadores         | Boca Juniors                 | Porto Alegre | 2007 |
| Torneo Olímpico de Fútbol | Selección Argentina Olímpica | Pekín        | 2008 |
| Recopa Sudamericana       | Boca Juniors                 | Buenos Aires | 2008 |

#### Distinciones individuales
| Distinción                                                       | Año                                |
| ---------------------------------------------------------------- | ---------------------------------- |
| Parte del Equipo Ideal del Sudamericano Sub-20                   | 1997                               |
| Parte del Equipo Ideal de América                                | 1999, 2000, 2001, 2007, 2008, 2011 |
| Futbolista Argentino del Año                                     | 2000, 2001, 2008, 2011             |
| Futbolista del año en Sudamérica                                 | 2001                               |
| Mejor jugador extranjero de La Liga                              | 2005                               |
| Balón de Plata de la Copa Confederaciones                        | 2005                               |
| MVP contra Serbia y Montenegro en la Copa Mundial de Fútbol 2006 | 2006                               |
| Mejor jugador de la Copa Libertadores                            | 2007                               |
| Parte del Equipo Ideal de la Copa América                        | 2007                               |
| Parte del Equipo Ideal de la Copa Libertadores                   | 2012                               |
| Premio Konex de Platino                                          | 2020                               |
| Miembro del Salón de la Fama del Fútbol                          | 2024                               |

### Como vicepresidente

#### Campeonatos nacionales
| Título              | Equipo       | Sede      | Año     |
| ------------------- | ------------ | --------- | ------- |
| Primera División    | Boca Juniors | Argentina | 2019-20 |
| Copa de la Liga     | Boca Juniors | Argentina | 2020    |
| Copa Argentina      | Boca Juniors | Argentina | 2019-20 |
| Copa de la Liga     | Boca Juniors | Argentina | 2022    |
| Primera División    | Boca Juniors | Argentina | 2022    |
| Supercopa Argentina | Boca Juniors | Argentina | 2022    |